# La sagra della primavera
La sagra della primavera (titolo originale francese Le Sacre du printemps; in russo Весна священная?, Vesna svjaaščennaja) è un balletto con musica del compositore russo Igor' Fëdorovič Stravinskij.
L'opera fu scritta fra il 1911 e il 1913 per la compagnia dei Balletti russi di Sergej Djagilev; la coreografia originale fu di Vaclav Nižinskij, le scene e i costumi di Nikolaj Konstantinovič Rerich. La prima rappresentazione, avvenuta a Parigi il 29 maggio 1913 al Théâtre des Champs-Élysées, segnò un momento fondamentale non solo nella carriera del compositore, ma anche per la storia del teatro musicale. L'innovazione straordinaria della musica, la coreografia e l'argomento stesso, basato sul sacrificio di una giovane al giungere della primavera, crearono un enorme scandalo; nonostante le successive schermaglie fra ammiratori entusiasti e acerrimi denigratori, l'opera fu destinata a rimanere una pietra miliare nella letteratura musicale del XX secolo.

## Titolo

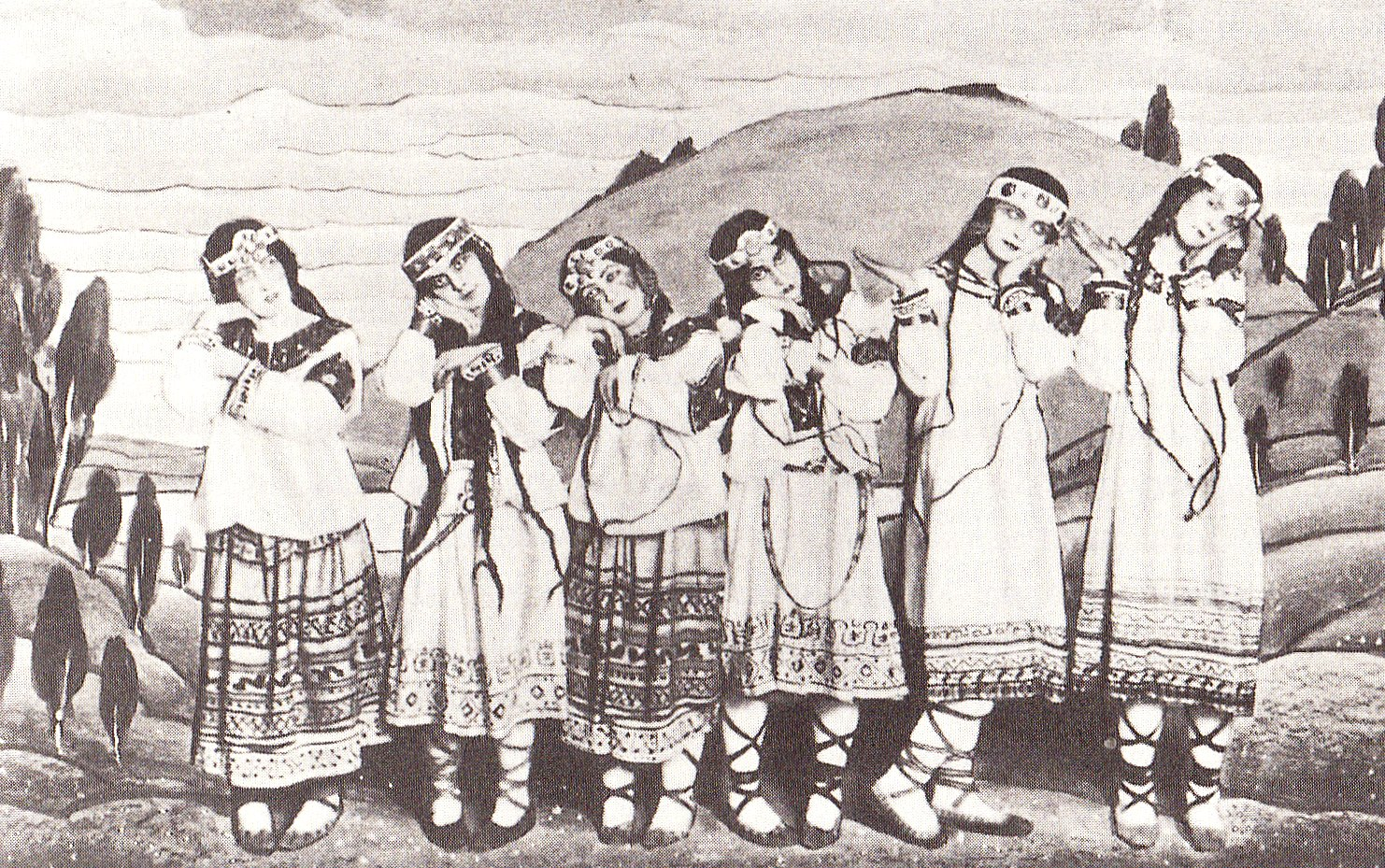
La sagra della primavera, fotografia di scena del 1913.

Il titolo Le Sacre du printemps, in francese, non fu trovato subito da Stravinskij; inizialmente l'opera avrebbe dovuto chiamarsi Vesna svajačšennaja ovvero Printemps sacré. Col procedere del lavoro l'idea di una primavera rigeneratrice, quasi santa, e quella di un'adolescente «consacrata» al risveglio della natura si fusero e diedero origine al titolo definitivo, ideato da Léon Bakst, Le Sacre du printemps che in forma così contratta era comprensibile su vasta scala e utilizzabile in altre lingue. Nella corrente traduzione italiana del titolo originale, la parola «sagra» (tradotta dal francese «sacre») non è quindi intesa nel significato generico di «festa paesana», bensì in quello di «consacrazione», e si riallaccia al termine arcaico sagrum derivante dal latino sacrum.
L'opera ha come sottotitolo Quadri della Russia pagana in due parti che, preannunciando un'ambientazione arcaica, era di per sé già molto indicativo dell'argomento e della tipologia del lavoro.

## Storia

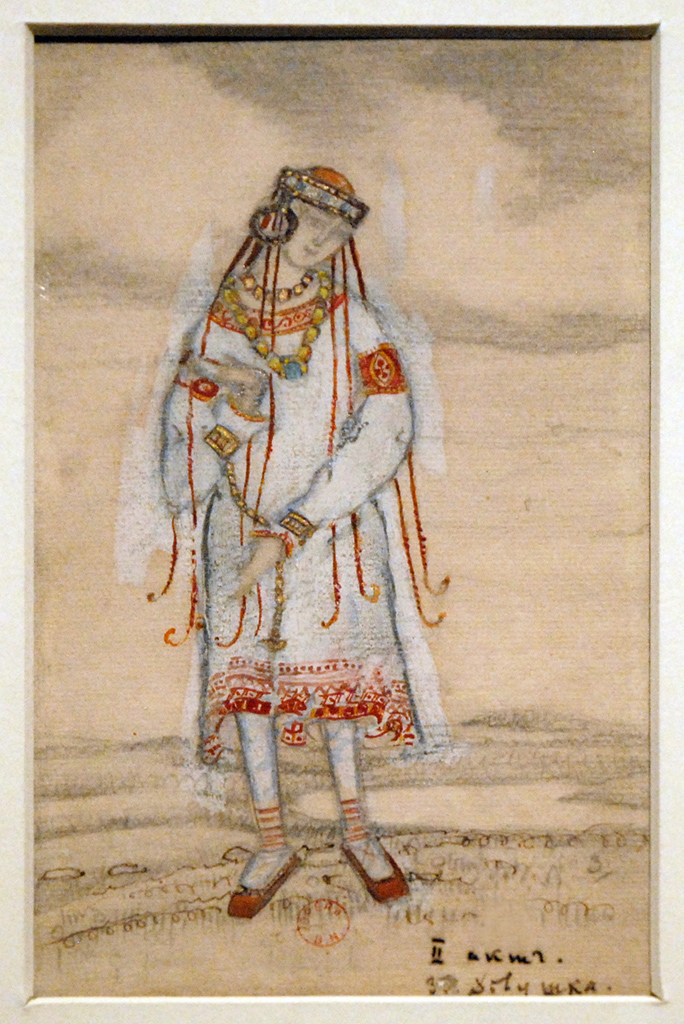
L'Eletta, bozzetto di Nikolaj Rerich.

### Genesi
Il 6 febbraio 1909 Djagilev, ascoltando ai Concerti Siloti Feu d'artifice e lo Scherzo fantastique, dimostrò il suo notevole intuito nel capire la genialità di un giovane compositore. Stravinskij era allora pressoché sconosciuto e quando scrisse per i Balletti Russi L'uccello di fuoco nel 1910 e Petruška l'anno successivo, il mondo musicale scoprì la peculiare innovazione che stava attuando.
Nella primavera del 1910 il musicista, mentre era in procinto di terminare L'uccello di fuoco, ebbe una sorta di visione, di sogno a occhi aperti, come lui stesso narra:
Era così nata la prima idea de Le Sacre du printemps che, contrariamente a quanto generalmente si pensa, non fu musicale e strumentale, bensì plastica e riguardava quella che diventerà poi la scena conclusiva del balletto, la Danse sacrale. Probabilmente questo spunto iniziale fu ambientato solo successivamente dall'autore su di uno sfondo primaverile, per suggestione della semplice coincidenza tra la visione e l'epoca in cui essa si manifestò. Da quanto però detto da Stravinskij in seguito, si desume che fosse proprio il rinnovarsi della natura in questa stagione a fargli intravedere inconsciamente l'immagine di tale rito propiziatorio pagano. Bisogna infatti ricordare che, per ammissione del musicista stesso, in Russia la cosa da lui più amata fu «la violenta primavera [...] che sembrava cominciare in un'ora ed era come se la terra intera si spaccasse», rivelando in tal modo quale turbamento provocasse in lui il risvegliarsi della natura. Eric Walter White osservò che il Sacre «rappresentò una vittoria importante di Stravinsky sulle inibizioni della sua deprimente infanzia»; dopo anni di tentata rivolta, ottenne la liberazione con l'espressione artistica, trovando nell'immagine della primavera quella di una sorta di rinnovata libertà individuale.
L'impressione avuta dal suo sogno fu tale che Stravinskij ne informò subito l'amico Nikolaj Rerich e successivamente Djagilev il quale si entusiasmò all'idea e, quando in seguito ascoltò una prima parte della composizione al pianoforte, capì subito che da quel progetto si sarebbe potuto trarre un balletto fortemente suggestivo dal quale ottenere anche un notevole profitto.

### Composizione
La nuova opera, che aveva il titolo provvisorio di Printemps sacré, non fu realizzata subito. Stravinskij, sebbene avesse già in mente il soggetto, non aveva ancora nessuna idea musicale concreta e, poiché si rese ben presto conto che la stesura si presentava lunga e complessa, preferì dedicarsi a un lavoro meno impegnativo componendo una sorta di Konzertstück che divenne a breve una delle prime pagine di Petruška. La scrittura di questo balletto lo assorbì totalmente e, solo dopo la fine della stagione a Parigi, ritornò in Russia nella sua proprietà di Ustyluh per dedicarsi alla composizione del Sacre. Nel luglio 1911 il musicista si recò presso Smolensk a Talashkino, nella tenuta di campagna della Principessa Teniševa, gran protettrice delle arti, dove incontrò Nikolaj Rerich, amico della principessa oltre che del compositore, allo scopo sia di lavorare allo scenario del Sacre sia di vedere la collezione d'arte etnica russa, possibile spunto creativo per il nuovo lavoro. Dopo pochi giorni il piano dell'opera e delle danze erano pronti e Rerich disegnò alcuni costumi ispirandosi a quelli della collezione. Ritornato a Ustyluh, nel corso dell'estate del 1911, il musicista trovò la prima vera idea musicale della sua opera: l'accordo martellato ripetuto degli Augures printaniers che segue subito il preludio iniziale.
Rientrato in Svizzera nell'autunno, il musicista si stabilì con la famiglia a Clarens in una piccola pensione, Les Tilleuls; qui, in una stanza angusta dove trovavano posto a stento un pianoforte verticale, un tavolo e due sedie, Stravinskij, fino alla primavera del 1912, compose quasi tutto il Sacre iniziando dagli Augures printaniers e scrivendo successivamente il Preludio che, nelle sue intenzioni, «doveva rappresentare il risveglio della natura, lo stridere, il rosicchiare, il dimenarsi di uccelli e bestie». Il lavoro procedeva speditamente e tutte le danze della seconda parte furono scritte esattamente nell'ordine poi dato nella partitura; tutto il Sacre fu terminato «in uno stato di esaltazione e di spossatezza» all'inizio del 1912. Successivamente Stravinskij concluse l'ultima parte della strumentazione non ancora ultimata; soltanto la Danse sacrale gli diede dei problemi per la realizzazione: infatti fu stesa in forma definitiva soltanto verso il 17 novembre, giorno ben ricordato dal compositore che scrisse: «Avevo un terribile mal di denti che andai poi a farmi curare a Vevey». Realizzò quindi una trascrizione del balletto per due pianoforti che intendeva far ascoltare a Claude Debussy, musicista che frequentava spesso e che gli dimostrava una simpatia sincera apprezzandone la musica con giudizi misurati e di grande acutezza. Il 2 giugno di quell'anno Stravinskij suonò la sua trascrizione a Parigi, a casa del critico musicale Louis Laloy, con Debussy che leggeva agevolmente a prima vista una partitura non facile.
...Ho sempre impresso nella memoria il ricordo di quando, a casa di Laloy, suonammo la vostra Sagra della Primavera...
Mi ossessiona come un magnifico incubo e cerco, invano, di rievocare quell'impressione terrificante.»
(Lettera di Claude Debussy a Stravinskij dell'8 novembre 1913)

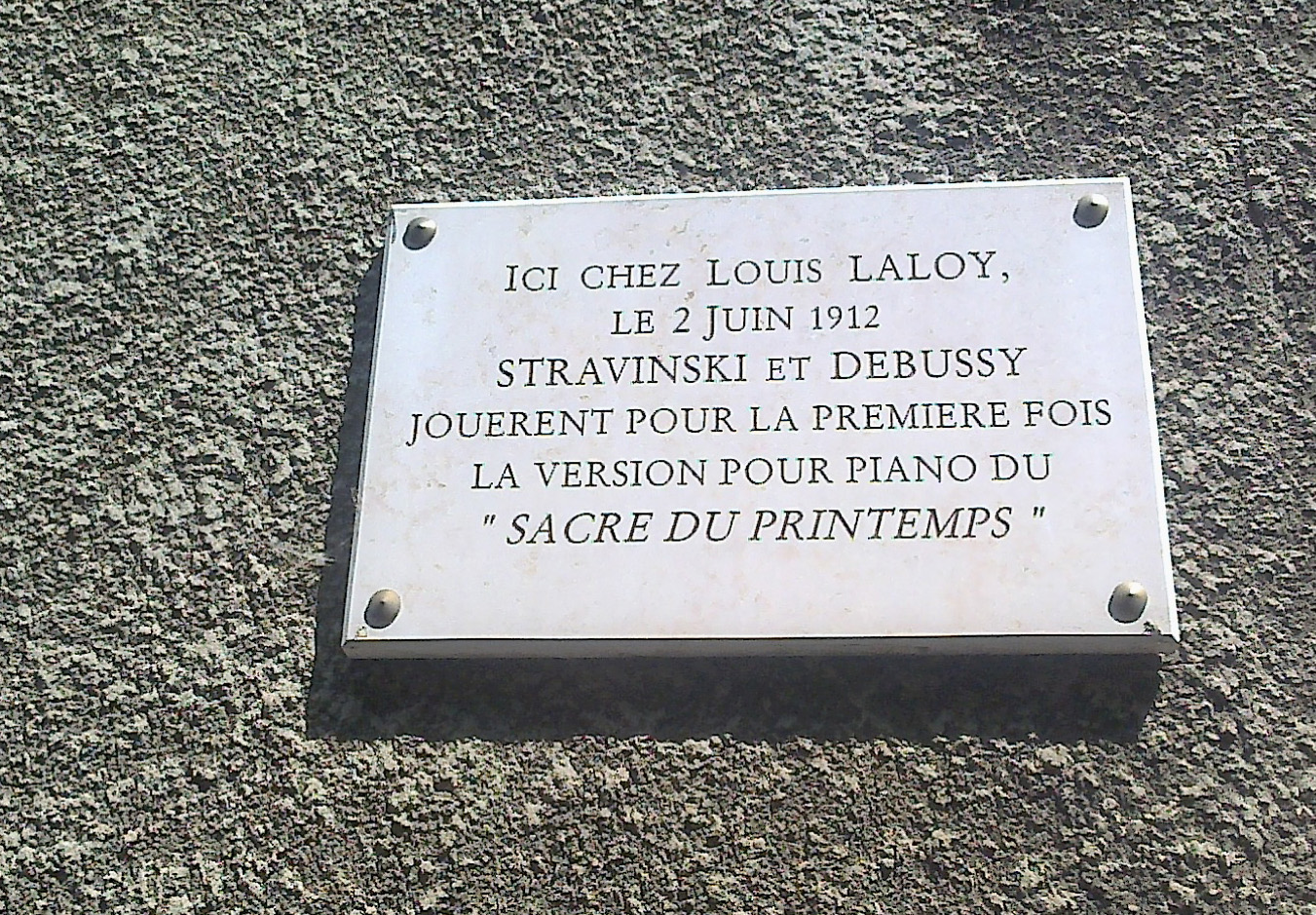
Targa che ricorda la prima esecuzione pianistica del Sacre.

Alla fine del mese di gennaio 1913 Stravinskij raggiunse Djagilev a Berlino dove si esibivano, in tournée, i Balletti Russi, sperando che l'impresario allestisse il Sacre nella stagione in corso, ma quando capì che non vi era nessuna possibilità, ne rimase profondamente deluso. Quasi per risollevarlo, Djagilev lo invitò a seguirlo nella tournée dei Balletti Russi a Budapest, Londra e Venezia, città che Stravinskij non conosceva e che diverranno per lui molto care. Quando ritornò in Svizzera, lasciò la sua residenza di Les Tilleuls per un'altra casa, sempre a Clarens, Le Châtelard, dove si dedicò alla composizione delle Tre poesie della lirica giapponese. In seguito, insieme a Maurice Ravel, procedette a una nuova strumentazione di alcune parti della Chovanščina di Musorgskij poiché Djagilev aveva intenzione di abbinarla alla futura rappresentazione del Sacre. Il procrastinarsi della realizzazione scenica dell'opera era dovuto soprattutto al fatto che Djagilev voleva assolutamente come coreografo Nižinskij; il ballerino, impegnato anche nella realizzazione del Prélude à l'après-midi d'un faune di Debussy, era non solo oberato di lavoro, ma anche alla sua prima esperienza come coreografo: pretese perciò un numero eccessivo di prove, rimandando di fatto la rappresentazione del Sacre all'anno successivo.

### Realizzazione

#### Scene e costumi

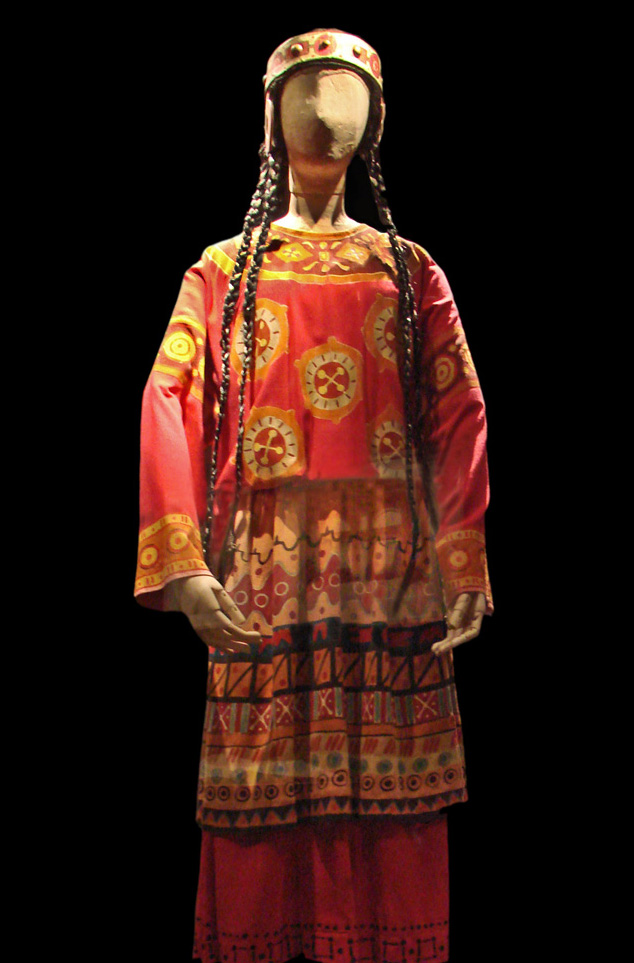
Costume di Nikolaj Rerich.

Stravinskij scelse di affidare le scene e i costumi del Sacre a Nikolaj Rerich, in accordo con Djagilev, perché, memore delle scenografie da lui ideate per le Danze polovesiane tratte da Il principe Igor', sapeva che avrebbe realizzato un buon lavoro privo d'esagerazioni o stravaganze, tanto più che Rerich era profondo conoscitore del paganesimo e della preistoria russi. Il pittore trasse una notevole ispirazione per i suoi costumi dalla collezione d'arte etnica russa della Principessa Teniševa, realizzando dei bozzetti credibili e corretti da un punto di vista storico. Consultò inoltre le opere e gli studi di Aleksandr Nikolaevič Afanas'ev scrittore esperto in arte folclorica russa contadina e di paganesimo antico.
Anche se i costumi «furono trovati scenicamente soddisfacenti», i ballerini dagli strani copricapi a punta e le ballerine dalle lunghe trecce, resi goffi dai larghi costumi, dovettero sorprendere non poco alla loro apparizione sulla scena. La scenografia immaginata dal pittore comprendeva, come disse Stravinskij «un fondale di steppe e cielo, i luoghi dell'Hic sunt leones immaginati dai vecchi cartografi», inoltre la «fila di dodici ragazze bionde e dalle spalle quadrate sullo sfondo di questo paesaggio ne fece un quadro di grande efficacia»; in effetti i fondali, con i loro colori crudi, nettamente definiti, erano appropriati al carattere della partitura. Blanche così descrive la realizzazione di Rerich:

#### Coreografia
Se la collaborazione con Rerich non creò alcun problema a Stravinskij, ben diversa fu quella con Nižinskij. Djagilev, che ammirava oltremodo le sue doti di ballerino, aveva deciso di farlo diventare coreografo, tanto più che Michel Fokine, il quale aveva già realizzato L'uccello di fuoco e Petruška, era impegnato con la messa in opera di altri balletti (Daphnis et Chloé di Ravel e Le Dieu bleu di Reynaldo Hahn). All'epoca Nižinskij stava terminando la sua prima realizzazione coreografica sulla musica del Prélude à l'après-midi d'un faune di Debussy, lavoro che lo impegnò mentalmente e fisicamente al punto di dover rimandare di un anno la creazione del Sacre. Stravinskij era sinceramente turbato all'idea di dover lavorare con Nižinskij; nonostante lo ammirasse come notevole danzatore, sapeva che il giovane era digiuno di nozioni musicali, non conosceva la musica né sapeva suonare alcuno strumento. Il compositore tentò d'insegnargli i rudimenti in merito, ma il ballerino recepiva con considerevole fatica le nozioni. La collaborazione era difficoltosa e il lavoro procedeva con lentezza, tanto più che Nižinskij seguitava a complicare il tutto caricando i passi di danza, rendendoli complicati; pretese poi un numero sovrabbondante di prove mostrandosi presuntuoso e intrattabile, forte dell'appoggio di Djagilev.
Il nuovo tipo di danza che, nelle intenzioni di Stravinskij, doveva essere il Sacre, faceva immaginare che alla potenza della musica e alla sua pesantezza di ritmo si sarebbe affiancata una realizzazione scenica in cui «dei corpi ammassati, scossi, proiettati in balia dei ritmi, avrebbero costruito uno spettacolo completo di per se stessi, libero da ogni appoggio letterario». La musica da una parte, la realizzazione coreografica dall'altra, dovevano perciò essere «due sistemi ritmici [...] seguenti ciascuno, secondo i propri mezzi, un oggetto finito e distinto». Una tale concezione lasciava perciò una gran libertà d'azione al coreografo. Il carattere di Nižinskij era impulsivo e spontaneo, ma il Sacre è un'opera che bilancia istintività e razionalità, essendo stato tutto calcolato da Stravinskij: perciò, se per i suoi doni naturali il danzatore era in sintonia perfetta col Sacre istintivo e drammatico, non si può dire altrettanto per ciò che riguarda il rapporto danza-musica, il tempo, il ritmo e i valori musicali da lui ignorati.
Nella sua coreografia Nižinskij si mostrava veramente ossessionato dal ritmo stravinskiano, tanto che i ballerini, nei loro movimenti convulsivi, erano come pervasi da scosse elettriche. La sua realizzazione drammatica ed emotiva si basava essenzialmente su nuove posizioni, sull'uso della gestualità delle mani, su figure plastiche non convenzionali: braccia rovesciate, inchini, piedi voltati verso l'interno, sollevamento dei talloni, espressioni di terrore e numerosi salti; il tutto rendeva i movimenti spigolosi e meccanici tanto da far sostenere a un critico che si trattasse di esercizi ginnici piuttosto che coreografici. Realizzazione, quella di Nižinskij, ben lontana dalla danza accademica, aveva rivelato tuttavia notevoli intuizioni e innovazioni che oggi sarebbero normalmente accettate, ma che al pubblico del 1913 dovettero sembrare sgraziate e ridicole.
L'interprete principale, nel ruolo della fanciulla vittima del sacrificio, avrebbe dovuto essere Bronislava Nižinskaja, sorella di Vaclav, ma poiché durante il periodo delle prove era incinta, la parte venne affidata a Maria Piltz.

#### Direzione d'orchestra
Stravinskij ottenne da Djagilev la possibilità di utilizzare un organico orchestrale di dimensioni grandiose, ben 99 esecutori di cui un grande numero faceva parte de l'Orchestre Colonne di Parigi. La direzione fu affidata a Pierre Monteux che aveva già diretto la prima di Petruška nel 1911. Nonostante la sua reazione, non certo favorevole, avuta all'ascolto in anteprima del Sacre nella versione per pianoforte, Monteux accettò di dirigere il balletto, grazie soprattutto all'insistenza di Djagilev; richiese però ben sedici prove complete a causa della complessità della partitura. Secondo Stravinskij «l'esecuzione musicale non fu cattiva», Monteux dimostrò infatti ancora una volta la sua coscienziosa professionalità anche se non amò mai questa composizione e pensò addirittura che contenesse errori, non comprendendo le inconsuete combinazioni sonore ideate da Stravinskij. Nonostante tutto, Monteux trattò con rispetto la partitura e continuò a dirigerla per molti anni con assoluta fedeltà.

### La battaglia delSacre

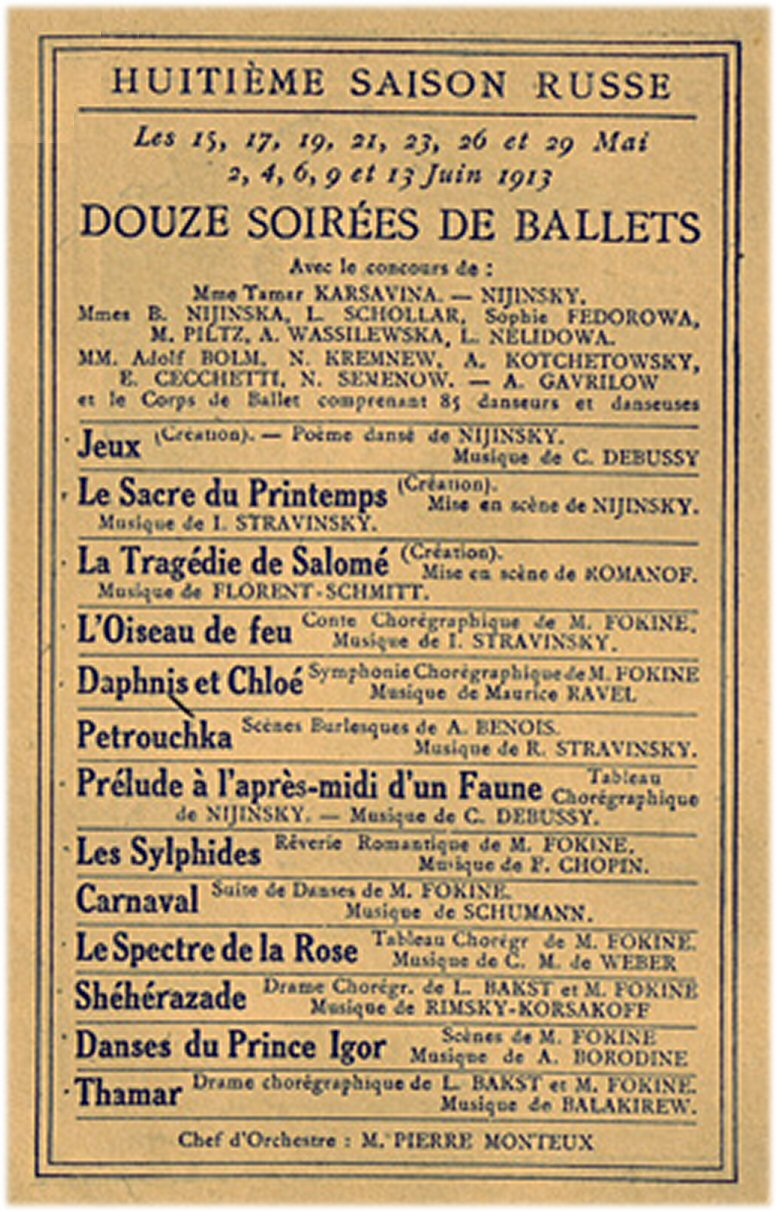
Programma della stagione dei Balletti russi del 1913.

Quello che accadde la sera del 29 maggio 1913 al Théâtre des Champs-Élysées, Avenue Montaigne a Parigi, è annoverato come il più grande scandalo della storia della musica. Il teatro parigino, di recente realizzazione, era stato fatto costruire infatti da Gabriel Astruc, giornalista e impresario, e inaugurato il 31 marzo 1913 con un concerto di musica francese. Il pubblico parigino sperava di poter ascoltare della nuova musica e di assistere a spettacoli innovativi. L'impresario aveva deciso perciò di portare sulle scene del suo teatro i Balletti Russi e, fra altri brani già noti, puntava per la nuova stagione su due opere prime: Le Sacre du printemps e Jeux di Debussy.
Il programma per la sera del 29 maggio comprendeva, oltre al Sacre, le Danze polovesiane da Il principe Igor di Borodin, Les Sylphides, Le Spectre de la rose di Weber. L'incasso dei biglietti venduti per questa serata ammontò a 38000 franchi. La prova generale si svolse in grande tranquillità alla presenza di un certo numero di artisti, tra cui Ravel e Debussy, d'intellettuali e membri della stampa parigina, anche se alcune voci di corridoio e notizie trapelate sull'argomento brutale del balletto facevano già presagire il peggio.
Le rappresentazioni della serata iniziavano con Les Sylphides su musiche di Chopin, balletto a cui Stravinskij aveva collaborato orchestrandone due brani; interpreti principali erano Nižinskij e Tamara Karsavina. La seconda opera era Le Sacre du printemps. Già dall'introduzione, alle prime note acute del fagotto, si sollevarono mormorii che diventarono presto risate e battute; all'inizio erano solo casi isolati, ma, all'alzarsi del sipario con Gli auguri primaverili, si propagarono a gran parte del pubblico; per reazione un'altra parte dei presenti, di opinione contraria, si espresse con urla e insulti creando in poco tempo un baccano infernale. Le due fazioni «di fatto» del pubblico teatrale parigino, gli agiati benpensanti legati alla tradizione e alla «bella musica», e le avanguardie amanti delle novità a tutti i costi, trovarono terreno fertile al sollevarsi dei primi dissapori. Stravinskij così ricorda:
Ovviamente:
Monteux rimase fermo al suo posto e diresse l'orchestra senza mai interrompere. Ricorda Stravinskij:
(Igor Stravinskij)
Il chiasso durò fino a metà della seconda parte, quando andò scemando; la finale Danza sacrificale dell'Eletta si svolse in una calma accettabile. I danzatori e il direttore d'orchestra furono chiamati più volte sul palco. Al termine della rappresentazione Stravinskij, con Djagilev e Nižinskij, si recò al ristorante e in seguito raccontò di come fossero tutti e tre «eccitati, adirati, disgustati e... felici». L'unico commento di Djagilev fu: «Esattamente quello che volevo» da cui trapelava una notevole soddisfazione: aveva infatti capito subito le grandi prospettive pubblicitarie nate dall'esito della serata. Stravinskij confuta quindi l'aneddoto di Jean Cocteau secondo cui lo scrittore si sarebbe recato in taxi con il musicista, Djagilev e Nižinskij al Bois de Boulogne dove l'impresario, piangendo, avrebbe recitato versi tratti dalle poesie di Puškin.
Come il compositore stesso ha detto, nulla gli aveva fatto presagire un simile scandalo. Gli altri musicisti, che avevano già ascoltato la musica durante le prove, non avevano emesso commenti in tal senso. Debussy si era già dimostrato entusiasta della nuova opera e delle sue innovazioni e, all'uscita dal teatro, così si espresse: «C'est une musique nègre», sottolineando il carattere insolito e selvaggio della musica. Ai primi dissensi Stravinskij s'infuriò molto, non riuscendo a comprendere come il pubblico potesse reagire negativamente dopo aver ascoltato solo poche battute; l'impressione che ebbe in seguito fu che la coreografia di Nižinskij fosse stata la causa principale delle controversie essendo stata creata, secondo lui, con incoscienza; invece di essere una realizzazione plastica semplice e naturale, derivante dalle esigenze della musica, era risultata a suo dire solo «un penosissimo sforzo senza risultato».

### Le reazioni e il successo
Alla prima seguirono cinque repliche, sempre al Théâtre des Champs-Élysées; Stravinskij però non poté assistere a nessuna di queste rappresentazioni poiché si ammalò di una febbre tifoide che lo costrinse a letto per sei settimane. Le repliche si svolsero comunque in una calma relativa, con dissensi, ma senza più gli accesi scontri della prima.  Il musicista non poté nemmeno seguire la compagnia di Djagilev a Londra dove vi furono altre quattro rappresentazioni al Theatre Royal Drury Lane; suo malgrado fu costretto in ospedale per così tanto tempo che si diffuse persino la voce di una sua morte imminente.
Come quelle del pubblico, anche le reazioni della critica e della stampa si divisero in due fazioni opposte; gli uni consideravano la nuova composizione come la negazione vera e propria della parola musica, gli altri vi vedevano l'alba di una nuova era musicale. Henri Quittard, musicologo e critico de Le Figaro, definì Le Sacre «uno strano spettacolo, di una barbarie puerile e laboriosa». Cyril W. Beaumont, storico e critico della danza, ritenne che i movimenti dei ballerini fossero lenti e grossolani, in totale opposizione alle tradizioni della danza classica. Gustave Linor, critico della rivista teatrale Comœdia, ritenne invece la rappresentazione superba, esaltando soprattutto l'interpretazione di Maria Piltz nel ruolo dell'Eletta. Gaston de Pawlowski, sempre su Comœdia, sottolineò la stupidità della cosiddetta élite parigina nel boicottare un'opera veramente nuova e ardita.
Molti fra il pubblico furono gli ospiti illustri; Debussy, molto vicino a Stravinskij, lo sostenne strenuamente; Maurice Ravel se ne uscì urlando «Genio!» Gabriele D'Annunzio, da un palco, si scagliò contro coloro che si prendevano gioco del lavoro, appoggiato subito da Florent Schmitt e da Alfredo Casella, così come testimonia Gian Francesco Malipiero. Cocteau disse «Le Sacre est encore une oeuvre fauve, une oeuvre fauve organisée» rimarcando, come Debussy, l'esotismo selvaggio della musica. Nessuno però all'epoca cercò di esaminare la partitura per capire da dove derivasse quella novità così esplosiva; i più riuscirono solo a sottolineare il ritmo ossessivo, il grande uso delle dissonanze e la strumentazione particolare basata essenzialmente sui fiati.
Dopo l'ultima rappresentazione londinese alcuni fatti fecero sì che il Sacre venisse momentaneamente accantonato. Nižinskij il 19 settembre 1913 sposò l'aristocratica ungherese Romola de Pulszky, attrice e ballerina, durante una tournée dei Ballets Russes in Sud America. Djagilev, che aveva una fobia per i viaggi transoceanici, non era presente e, appena ricevuta la notizia, s'infuriò e licenziò Nižinskij; rimanendo senza coreografo pensò di richiamare Michel Fokine con cui aveva già collaborato per L'uccello di fuoco e Petruška, ma questi pose come condizione assoluta il suo rifiuto a lavorare su qualsiasi realizzazione di Nižinski. Il 5 aprile del 1914 il Sacre venne eseguito per la prima volta in forma di concerto, insieme a Petruška, al Casino de Paris, ancora con la direzione di Pierre Monteux. In una sala gremita la composizione di Stravinskij ebbe la sua rivincita, ottenendo un successo senza contrasti. Ricorda il musicista:
Un gran numero di persone invase il palcoscenico, Stravinskij fu issato sulle spalle di un ammiratore e portato in trionfo fino a Place de la Trinité.

## Argomento e struttura del balletto
Le Sacre du printemps non ha un intreccio vero e proprio; il sottotitolo stesso Quadri della Russia pagana indica il susseguirsi di scene di ambientazione arcaica senza dare l'idea di una possibile trama. Nicholas Rerich così parlava delle
sue intenzioni: «Nel balletto Le Sacre du printemps [...] il mio scopo è presentare un certo numero di scene che manifestano la gioia terrena e il trionfo celestiale secondo la sensibilità degli slavi.»

### Programma di sala
Gli spettatori presenti alla rappresentazione del 29 maggio 1913 ebbero a disposizione solo un programma di sala molto schematico:
- Quadro primo. Primavera. La terra è ricoperta di fiori. La terra è ricoperta di erba. Una grande gioia regna sulla terra. Gli uomini si abbandonano alla danza e, secondo il rituale, interrogano l'avvenire. L'avo di tutti i saggi prende personalmente parte alla glorificazione della Primavera. Viene guidato a unirsi alla terra rigogliosa e orgogliosa. Tutti danzano come in estasi.
- Quadro secondo. Trascorso è il giorno, trascorsa la mezzanotte. Sulle colline stanno le pietre consacrate. Gli adolescenti compiono i loro mitici giochi e cercano la grande via. Si rende gloria e si acclama Colei che fu designata per essere accompagnata agli Dei. Si chiamano gli avi venerabili a testimoni. E i saggi antenati degli uomini completano il sacrificio. Così si sacrifica a Jarilo, il magnifico, il fiammeggiante.
- Personaggi: le Adolescenti, le Donne, una Vecchia di 300 anni, un Vecchio Saggio, gli Anziani, cinque Giovani, sei Adolescenti, cinque Uomini Giovani, la Vergine Eletta, gli Antenati degli Uomini.

### Parte I
L'adorazione della Terra

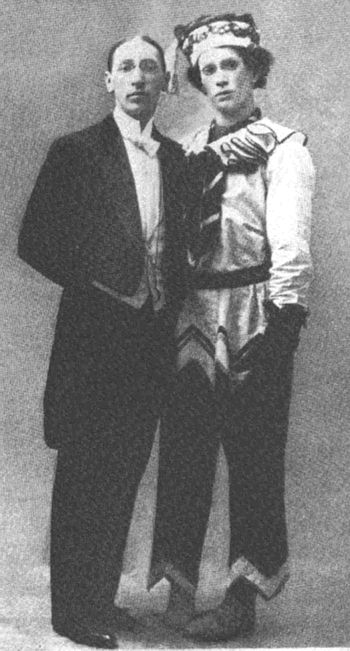
Stravinskij e Nižinskij.

1. Introduzione (Lento – Più mosso – Tempo I)
2. Gli auguri primaverili – danze delle adolescenti (Tempo giusto)
3. Gioco del rapimento (Presto)
4. Danze primaverili (Tranquillo – Sostenuto e pesante – Vivo – Tempo I)
5. Gioco delle tribù rivali (Molto allegro)
6. Corteo del saggio
7. Il Saggio (Lento)
8. Danza della terra (Prestissimo)

### Parte II
Il sacrificio

1. Introduzione (Largo)
2. Cerchi misteriosi delle adolescenti (Andante con moto – Più mosso – Tempo I)
3. Glorificazione dell'Eletta (Vivo)
4. Evocazione degli antenati
5. Azione rituale degli antenati (Lento)
6. Danza sacrificale (l'Eletta) (♩ = 126)

## Altre coreografie
Dopo le prime rappresentazioni del 1913 la coreografia di Nižinskij venne accantonata; anche quando Djagilev tentò il riavvicinamento al coreografo nel 1914, lo scoppio della prima guerra mondiale creò ulteriori problemi. Nižinskij infatti fu arrestato in Ungheria e internato in quanto cittadino russo; d'altra parte la sua salute stava lentamente deteriorandosi e anche quando Djagilev riuscì a farlo rilasciare, i problemi mentali, da cui il grande ballerino era afflitto, gli impedirono di realizzare ancora dei lavori di rilievo.
I tentativi di coreografia del Sacre, dal 1913 a oggi, sono stati molti e non tutti riusciti; la motivazione risiede soprattutto nel fatto che la complessità della musica e le notevoli difficoltà delle innovazioni ritmiche rendono ardua una sua realizzazione scenica. Dall'altro lato la concezione musicale del Sacre, lasciando una grande libertà d'azione al coreografo, fece sì che «nessuna versione coreografica poteva imporsi al punto da impedire ad un'altra di esserle sostituita senza danno».

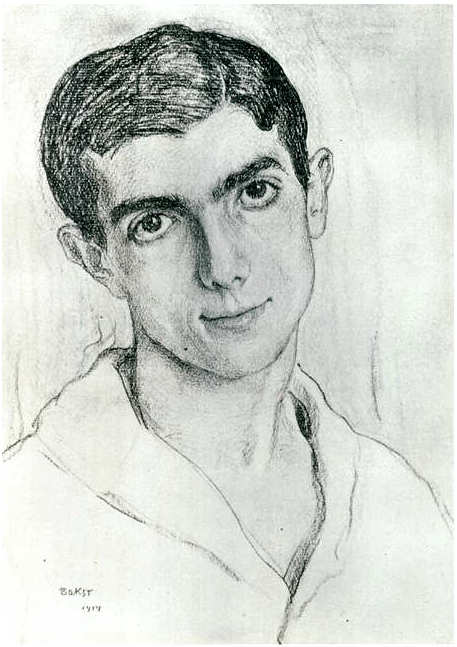
Léonide Massine.

Quando nel 1920 Djagilev decise di riprendere il Sacre con i Balletti Russi, ormai nessuno ricordava più la coreografia creata da Nižinskij; l'impresario aveva già ingaggiato in precedenza Léonide Massine per realizzare il Pulcinella di Stravinskij e decise di affidargli anche il rifacimento del Sacre con una nuova coreografia. Il lavoro di Massine non si discosta sostanzialmente da quella che era l'idea originale, anche se privò il balletto del suo pretesto storico ed eliminò l'implicita base emotiva per attenersi a una concezione formale e svuotata da ogni significato. Senza dubbio questa versione ha meno personalità di quella di Nižinskij e introduce meno novità; l'unico elemento veramente nuovo che la caratterizza è quello della «pesantezza», in contrapposizione agli aspetti aerei delle numerose elevazioni che si ritrovano nei balletti di Nižinskij. In questa nuova creazione le ballerine non sembrano più immateriali nelle evoluzioni e nei sollevamenti, ma diventano inerti e pesanti, tanto che, nella danza finale, il corpo dell'Eletta sembra essere scolpito nella pietra. Massine mantenne Rerich come scenografo e costumista mentre la parte dell'Eletta fu affidata a Lydia Sokolova. Poiché Djagilev all'epoca attraversava un momento di difficoltà economica, l'aiuto di amici permise di mettere in scena questa nuova versione; Coco Chanel aiutò finanziariamente e fece anche realizzare i costumi nella sua sartoria.
La prima rappresentazione avvenne sempre al Théâtre des Champs-Élysées il 15 dicembre 1920 con la direzione orchestrale di Ernest Ansermet. L'anno dopo, il 21 giugno 1921, la nuova versione venne rappresentata anche a Londra al Prince of Wales Theatre. Secondo Stravinskij musica e danza avevano qui più coordinazione rispetto alla versione di Nižinskij, ma il lavoro di Massine non piacque molto al musicista che lo trovava troppo ginnico pur riconoscendo che la plasticità delle figure si accordava con la musica in modo mirabile. Questa stessa coreografia fu poi affidata alla compagnia di Martha Graham che la propose a Filadelfia con la direzione orchestrale di Leopold Stokowski l'11 aprile 1930.
Massine, continuando la collaborazione con Rerich, creò un'ulteriore realizzazione per la compagnia di ballo del Teatro alla Scala di Milano che la rappresentò il 24 aprile 1948 con la direzione orchestrale di Nino Sanzogno, Luciana Novaro nel ruolo dell'Eletta e Ermanno Savaré in quello del Vecchio Saggio. La prima italiana del Sacre era però già avvenuta il 24 marzo 1941 al Teatro dell'Opera di Roma con la creazione di Aurel Milloss, scene e costumi di Nicola Benois e direzione di Tullio Serafin. Milloss cercò di adattare la sua coreografia il più possibile alle indicazioni che Stravinskij aveva dato del suo lavoro, realizzando «una serie di movimenti ritmici di estrema semplicità, eseguiti da compatti blocchi umani». Nel 1957 la coreografa tedesca Mary Wigman mise in scena a Berlino una nuova versione puntando su significati erotici del sacrificio della vergine Eletta che diventa quasi un essere inerte, un oggetto in balia dell'elemento maschile; i danzatori la circondano e la lanciano l'uno all'altro come un fantoccio.

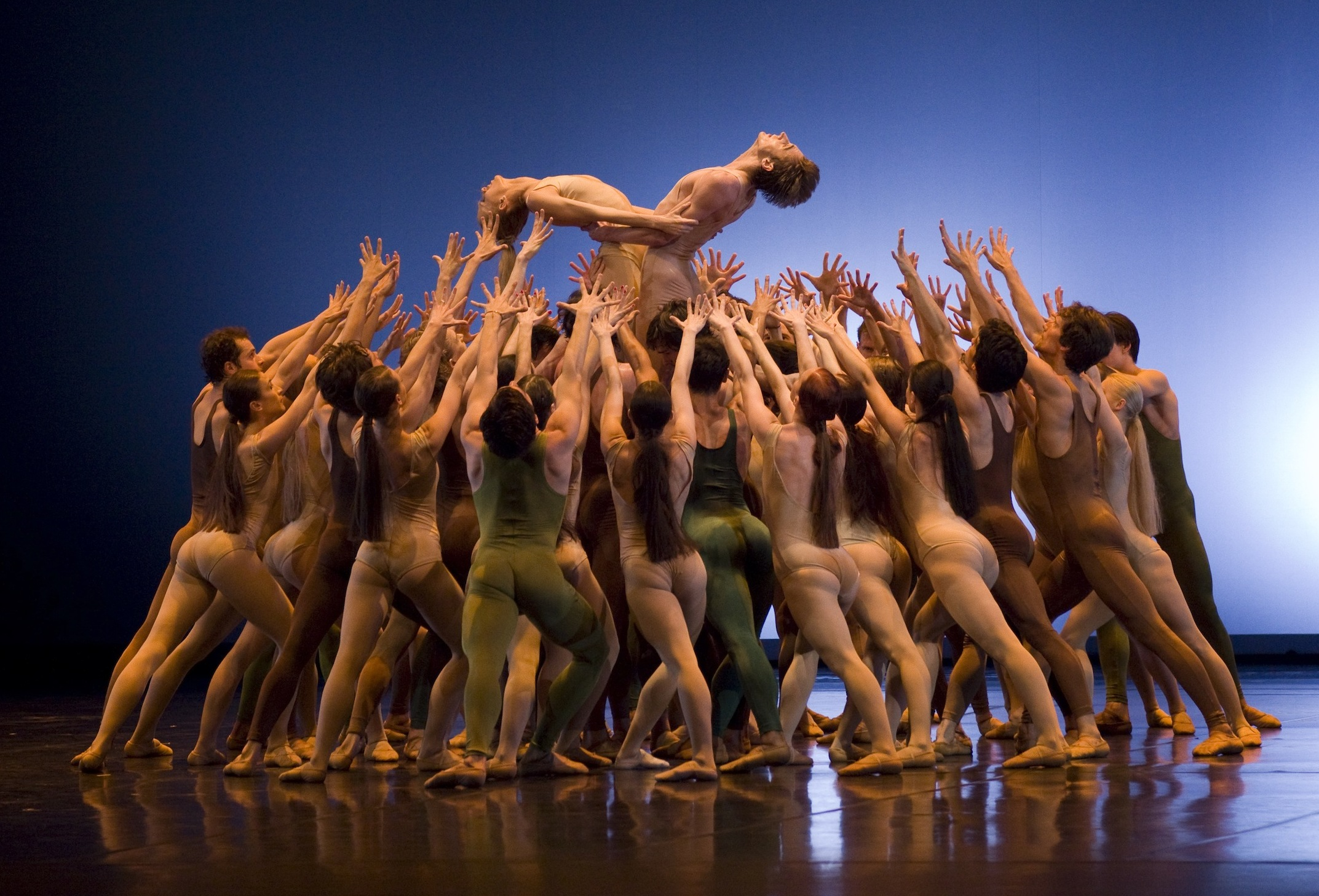
Scena finale de Le Sacre du printemps di Béjart.

L'8 dicembre 1959 Maurice Béjart realizzò la sua versione del Sacre al Théâtre de la Monnaie col Ballet du XXe siècle di Bruxelles. Protagonisti furono Duska Sifnios, sostituita poi da Tania Bari, e Germinal Casado; i costumi erano di Pierre Caille. Béjart modificò l'originale concezione del balletto e al sacrificio dell'Eletta sostituì l'unione fisica di un'Eletta e di un Eletto a simboleggiare la continuità della vita vista nell'esplosione della primavera. Su di un palcoscenico totalmente spoglio, privo di scenografia, i danzatori, in semplice calzamaglia, si muovono, a volte in fila, a volte in gruppi. La danza di Béjart è fatta di movimenti ampi, di larghe aperture delle braccia e delle mani, di flessioni e salti. L'espressività dei volti è sempre accentuata a sottolineare una paura primordiale; ogni movimento sembra scaturire in maniera spontanea. Il coreografo volle che la sua danza fosse semplice e forte e la realizzò separando in blocchi uomini e donne, blocchi di danzatori che si scontrano con una forza primitiva che erompe con vigore, ma che sono anche pervasi da un terrore primordiale di fronte al risvegliarsi della vita. Si può dire che qui, a un rituale che necessita della morte per ritrovare il mistero della rinascita, si sostituisce un atto d'amore, un'unione di due esseri che simboleggia la forza della vita e assurge a un significato universale, al di là di ogni confine e cultura. Il Sacre di Béjart è infatti spogliato da ogni aspetto pittoresco o folclorico, non vi è alcun accenno alla Russia arcaica. Ogni movimento aderisce alla formidabile pulsazione ritmica della musica e le composizioni di massa riflettono la forza e il vigore della partitura.
Il Sacre di Maurice Béjart è stato giudicato da George Balanchine come la migliore realizzazione coreografica del balletto di Stravinskij.
L'8 maggio 1962 Kenneth MacMillan presentò al Covent Garden una sua versione del balletto con la produzione del Royal Ballet di Londra e la collaborazione del pittore Sidney Nolan; il ruolo dell'Eletta fu affidato alla giovanissima Monica Mason. La prima rappresentazione dell'opera in Unione Sovietica avvenne nel 1965 a Mosca con il Balletto Bol'šoj in una versione realizzata da Natalia Kasatkina e Vladimir Vasiliev. John Neumeier rielaborò il Sacre in una versione primitiva che prevede la liberatoria fuga finale della vergine Eletta.
Un'altra versione fu quella del coreografo John Taras che mise in scena il balletto alla Scala di Milano il 9 dicembre 1972 con protagonista Natalija Makarova e con scene e costumi di Marino Marini. Il coreografo statunitense Glen Tetley il 17 aprile 1974 all'Opera di Monaco riprese il tema del sacrificio che porta a una rinascita primaverile dell'umanità, sostituendo all'Eletta un Eletto. La stessa versione di Tetley venne replicata l'anno successivo a New York con interpreti Martine van Hamel e Michail Baryšnikov.

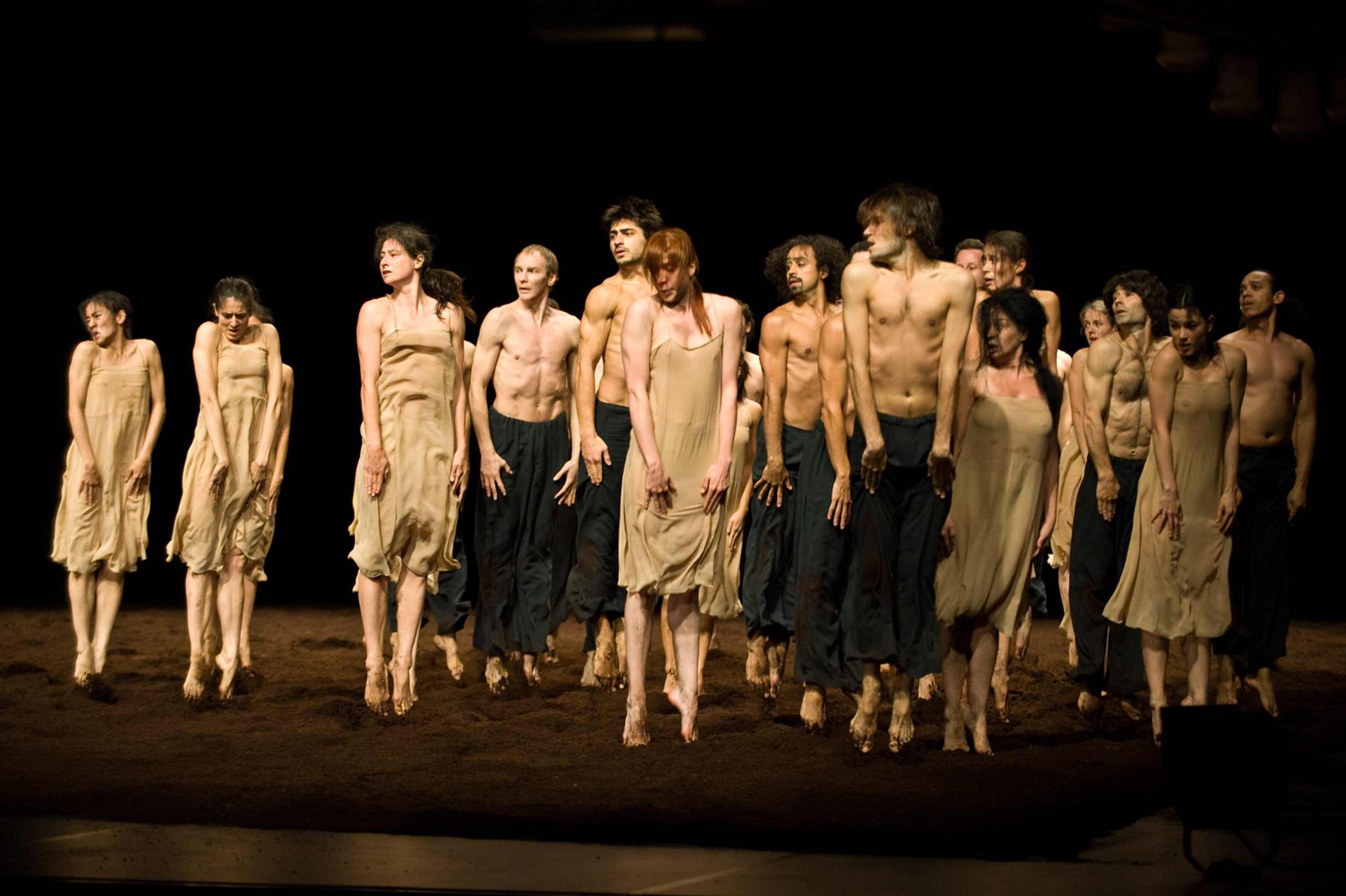
Le Sacre du printemps, coreografia di Pina Bausch, 1975.

Il 3 dicembre 1975 al Teatro dell'Opera di Wuppertal la coreografa tedesca Pina Bausch creò una versione del Sacre che rispetta la concezione originaria del balletto, anche se elimina qualsiasi aspetto folclorico e di riferimento alla Russia pagana. La sua è una visione altamente drammatica che si svolge su di un palcoscenico ricoperto di terra per ricordare il legame diretto con la natura. Il simbolo del sacrificio è un vestito rosso che passa prima di mano in mano tra le ballerine per poi finire indossato dall'Eletta. La danza finale assume aspetti di grande intensità; l'Eletta, nel suo assolo, è in preda al panico ed è scossa da sussulti violenti, tanto da sembrare posseduta.
Martha Graham, che era stata protagonista del Sacre di Massine nella ripresa di Filadelfia del 1930, creò il suo Sacre come coreografa all'età di 90 anni nel 1984. L'idea è sostanzialmente quella originale; l'Eletta però diventa una vera vittima sacrificale e viene legata con una fune da uno sciamano che si sostituisce al vecchio saggio della versione iniziale. Nel 2001 Angelin Preljocaj, nella sua versione del balletto, con la ricerca di esperienze al limite dell'estremo, ritrova gli aspetti intensi e drammatici di un rito ancestrale violento.
Dal 1979 gli esperti di danza Millicent Hodson e Kenneth Archer s'impegnarono a ricostruire la coreografia originale di Nižinskij avvalendosi di ogni fonte possibile, da disegni e fotografie dell'epoca, da appunti e da ricordi di ballerini e del personale dei Balletti russi ancora in vita, ma soprattutto dall'esperienza di Marie Rambert che era stata assistente di scena di Nižinskij nel 1913. Questa ricostruzione, durata otto anni, venne rappresentata dal Joffrey Ballet a Los Angeles il 30 settembre 1987 mantenendo anche le scene e i costumi originali. Questa stessa versione ricostruita venne in seguito ripresa dal corpo di ballo del Teatro Mariinskij di San Pietroburgo nel 2003 e riproposta ancora, nel centenario della prima rappresentazione, il 29 maggio 2013 al Théâtre des Champs-Élysées con la direzione di Valerij Gergiev.

## Musica
La posizione di Stravinskij di fronte alla musica è sempre stata «puramente compositiva». L'opera da realizzare non implica quasi mai per lui un problema estetico da risolvere, ma solo una questione di mestiere. Da ciò deriva un rifiuto per gli atteggiamenti approssimativi e la preferenza di un linguaggio musicale chiaro e preciso, ridotto all'essenziale; nessun elemento estraneo ne deve compromettere la purezza. Ovviamente viene spontaneo chiedersi come potesse un musicista che tendeva a un'arte pura, conciliare questo suo atteggiamento con la realizzazione scenica e quindi con la contaminazione di numerosi elementi extra musicali. Stravinskij ha però sempre saputo salvaguardare la propria autonomia di musicista. Inoltre, come osserva De Schloezer «la genesi di un'opera e la sua struttura, la sua natura intima, sono cose totalmente differenti [...] Tutto dipende dall'atteggiamento dell'artista, e il suo punto di partenza non ha importanza». L'atteggiamento di Stravinskij è quello di «musicalizzare in qualche maniera il teatro, di annettere la scena alla musica, di estenderne il dominio a dei campi estranei». Si può dire che Stravinskij «porta il concerto al teatro». Le Sacre du Printemps è infatti un'opera essenzialmente musicale; vi è ben poco di descrittivo nella sua partitura, nulla che abbia a che fare con la musica a programma. Il tema si presta sì a realizzazioni coreografiche, ma la cosa è del tutto facoltativa, infatti «tutta l'unità dell'opera, il suo sviluppo si basano su mezzi esclusivamente musicali».

### Melodia
In questo lavoro Stravinskij realizza un allargamento del sistema musicale tradizionale operando soprattutto in tre campi: melodico, ritmico e armonico. La melodia qui assume un carattere particolare, legata com'è al ritmo, all'armonia e alla strumentazione. I temi si sviluppano poco secondo una tradizionale linea melodica, ma si modificano in una maniera particolare e progressiva; in effetti le linee melodiche dopo essere state esposte «sono sviluppate con mezzi totalmente nuovi, in modo da dare loro un dinamismo sempre più rimarcato». Questo sviluppo è molto lento e particolarissimo proprio perché non modifica quasi per niente i temi da un punto di vista strettamente melodico; sono invece «i rapporti armonici, contrappuntistici, ritmici, strumentali dei temi [...] che variano continuamente. Il dosaggio graduale di questi elementi apporta alla musica una tensione che aumenta senza tregua».
I temi non sono molti nel Sacre, non più di una ventina; essi vengono esposti, brevemente ripetuti e poi sembrano sparire. Ognuno degli episodi non ha più di uno o due temi che lo caratterizzano, ma è raro trovare un passaggio di temi da una parte all'altra dell'opera; uno di questi esempi si ha nel caso della Danza della terra di cui un motivo appena accennato riapparirà come il secondo tema dei Cerchi misteriosi delle adolescenti. I temi importanti del Sacre sono tutti semplici e diatonici, raro il caso di qualche tema minore a carattere cromatico, come, per esempio, quello esposto dagli oboi e dai corni inglesi nell'Azione rituale degli antenati. I temi nel loro diatonismo arcaico ricordano in un certo modo l'antica musica folclorica russa, di cui Stravinskij fa però un uso inconscio, poiché afferma che tutte le melodie del Sacre, meno una, siano originali. Il compositore lo specifica ricordando che la melodia iniziale del fagotto è l'unica melodia popolare autentica, provenendo infatti da un'antologia di musiche lituane del polacco Antoni Juskiewicz che aveva trovato a Varsavia. Tuttavia secondo il musicologo Richard Taruskin i motivi popolari presenti nel Sacre sono molti, sia russi sia ucraini, tanto che lo studioso accusa il compositore di aver taciuto la provenienza degli stessi anche se, al tempo stesso, ammette che l'identificazione non sia certa e che molti di questi sfuggano all'indagine. È vero altresì, come sostiene Robert Craft avvalorando quanto affermato dal musicista, che Stravinskij aveva dimenticato l'origine di tali melodie tanto erano entrate a far parte della sua memoria inconscia e che l'origine etnologica delle stesse per lui non aveva ormai più alcuna importanza. Bisogna aggiungere che il compositore aveva talmente assimilate queste melodie, trasformandole e ricreandole profondamente, da poter dire che ormai potessero essere considerate «sue» a tutti gli effetti. È singolare notare infine come La sagra della primavera, considerata un'opera «rivoluzionaria», sia in realtà strettamente legata alla tradizione melodica russa.
La linea melodica dei temi è breve, chiara, diretta, senza effusioni e ha un'ampiezza, una facilità di cui si era, fino a quel momento, perduta l'abitudine. Nel Sacre la melodia è legata al timbro degli strumenti; in certi punti sembra nascere talvolta per mettere in rilievo la simmetria di due timbri differenti, talvolta per contrapporli. E non solo. La melodia è anche strettamente legata al ritmo. I temi si sviluppano essenzialmente da un punto di vista ritmico più ancora che armonico o strumentale. «Il fenomeno più importante nel campo tematico del Sacre è la comparsa di un tema ritmico nel vero senso della parola, dotato di esistenza propria». La bellezza lineare della melodia appare infatti a Stravinskij quasi un susseguirsi di linee indipendenti legate però all'esistenza del ritmo.

### Ritmo
Il Sacre, con il suo eccezionale dinamismo, porta come detto il ritmo ad assumere un valore primario nell'ambito del discorso musicale. È proprio in questo campo che si rivela principalmente la straordinaria innovazione di Stravinskij; in effetti è il ritmo che sostiene e caratterizza tutta l'opera. Fin da un primo ascolto si può notare che l'opera ha l'aspetto di un doppio crescendo ritmico, dall'inizio alla fine di ognuna delle due parti; si arriva infatti progressivamente alla violenza ostinata ritmica nel Prestissimo della Danza della terra partendo da una lenta e calma introduzione; altrettanto avviene nella seconda parte, dal Largo iniziale al parossismo della Danza sacrificale, così violento da superare anche quello della Danza della terra. In questi crescendo si alternano momenti di grande tensione dinamica, come ne Il gioco del rapimento, ad altri di momentanea quiete in cui la musica assume toni più pacati come nelle successive Danze primaverili. Gli altri elementi quasi scompaiono quando, nella sua straordinaria vitalità, il ritmo s'impone, come nel caso dei celebri accordi compatti de Gli auguri primaverili, caratterizzati da una accentuazione fortemente asimmetrica.
Il linguaggio ritmico utilizzato da Stravinskij è plastico e costruttivo: una poliritmia che accomuna in uno stesso movimento ritmico metri differenti e anche frasi di metro diverso. La sovrapposizione di diversi ritmi è un procedimento assai frequente in quest'opera. Un esempio si può trovare nella Danza della terra dove la sovrapposizione, su un ritmo di 34, di terzine e quartine crea un contrasto solo apparentemente caotico, ma che è in realtà logicamente calcolato con precisione. A un ritmo prevedibile, come era finora stato, il compositore aggiunge l'imprevedibilità di un contro-ritmo irregolare che, per forza di cose, condurrà anche a una nuova dimensione armonica e polifonica.
Nel balletto vi è infatti un grande impiego di oscillazioni metriche continue che danno il senso di una vitalità sorprendente; per esempio, la Danza sacrificale, il brano più complesso di tutta l'opera, da questo punto di vista, presenta un rapido concatenarsi di battute di valore diverso pur mantenendo il legame all'unità-croma di valore sempre uguale: 316, 216, 316, 316, 28, 216, 316, 316, 28 ecc.
Tale procedimento rende evidente che il ritmo si sviluppa; in effetti, così come in campo armonico vi sono ritardi, appoggiature, anche nel ritmo del Sacre troviamo ritardi, aumentazioni e diminuzioni. Inoltre, André Schaeffner osserva che al ritmo chiaramente definito di un tema Stravinskij «fa delle correzioni successive, sia che egli vi aggiunga o vi sopprima arbitrariamente un tempo», quindi la ripetizione del motivo continua in modo da essere ogni volta praticamente incompleta, ma diversa dalla precedente; da ciò ne deriva che «la sola forma di sviluppo nel Sacre appare quindi completamente ritmica e si esercita per eliminazione o per amplificazione metrica».
Il contrasto ottenuto dal continuo alternarsi di ritmi differenti, simmetrici e asimmetrici, nonché dagli spostamenti degli accenti, conferisce al lavoro, e soprattutto alla Danza sacrificale, un carattere parossistico irresistibile, mettendo così in rilievo il vero e proprio valore espressivo che assume qui l'elemento ritmico.

### Armonia
La violenta impressione di asprezza e aggressività che sconcertò i primi ascoltatori del Sacre nel 1913 è dovuta non solo al ritmo inusitato, ma anche all'impiego di nuovi e particolarissimi procedimenti armonici. Come infatti sostiene Robert Siohan, per potente che sia il ritmo in quest'opera sarebbe riduttivo vedere in questo tutta la forza del Sacre. La novità principale risiede nell'utilizzazione marcata della politonalità, procedimento mediante il quale il musicista sovrappone tonalità differenti affidandole contemporaneamente a diversi gruppi strumentali. Precedenti si potevano già trovare in Petruška, opera che contiene in germe molte delle novità del Sacre. Questa tecnica, usata in maniera magistrale da Stravinskij, si rivela di una grande potenza soprattutto sul piano estetico. Combinazioni deliberate di tonalità contrastanti si possono notare da un capo all'altro della partitura, come, per esempio, nell'inizio dell'introduzione (Largo) della seconda parte, Il sacrificio. L'aspetto di groviglio dissonante, unitamente alla lentezza del tempo, conferisce al brano una sensazione d'attesa, carica di estrema tensione. Il notevole senso drammatico che scaturisce da queste introduzioni politonali e dalle dissonanze che ne derivano si ritrova soprattutto ne il Gioco del rapimento che, con il suo presto, raggiunge un crescendo di vera forza d'urto.
La politonalità del Sacre ha attirato l'attenzione di molti critici e musicisti. De Schloezer afferma che si tratta più che altro di una pseudo politonalità, poiché una reale politonalità implica una completa indipendenza di tonalità differenti, cosa che non accade in quest'opera, dal momento che vi è sempre una tonalità fondamentale a cui si aggiungono complessi armonici di tonalità estranea. D'altra parte il fatto che vi sia un piano tonale principale non nega che la simultaneità di diversi elementi tonali di varia provenienza esista nel Sacre. Ernest Ansermet ritiene che non si possa realmente parlare di senso armonico politonale poiché esiste un elemento di contatto che assume il valore vero e proprio di una tonica e che agisce come un polo di attrazione; questo polo è presente e ricorre costantemente, richiamando il senso armonico dell'opera e fissandone la sua unità. Esempi di queste note polari nel balletto ve ne sono molti; esse esercitano una funzione attrattiva per tutte le altre note che sono così condotte a una tonalità implicita come a un centro di gravità. Ben nove dei tredici brani del Sacre restano pur sempre legati a una tonalità o sono comunque attratti da un polo tonale; i rimanenti hanno, per così dire, una traiettoria modulante. Un esempio lo troviamo nella Danza sacrificale dove tutto gravita, in un continuo crescendo di tensione, verso la nota Re.

## Organico orchestrale

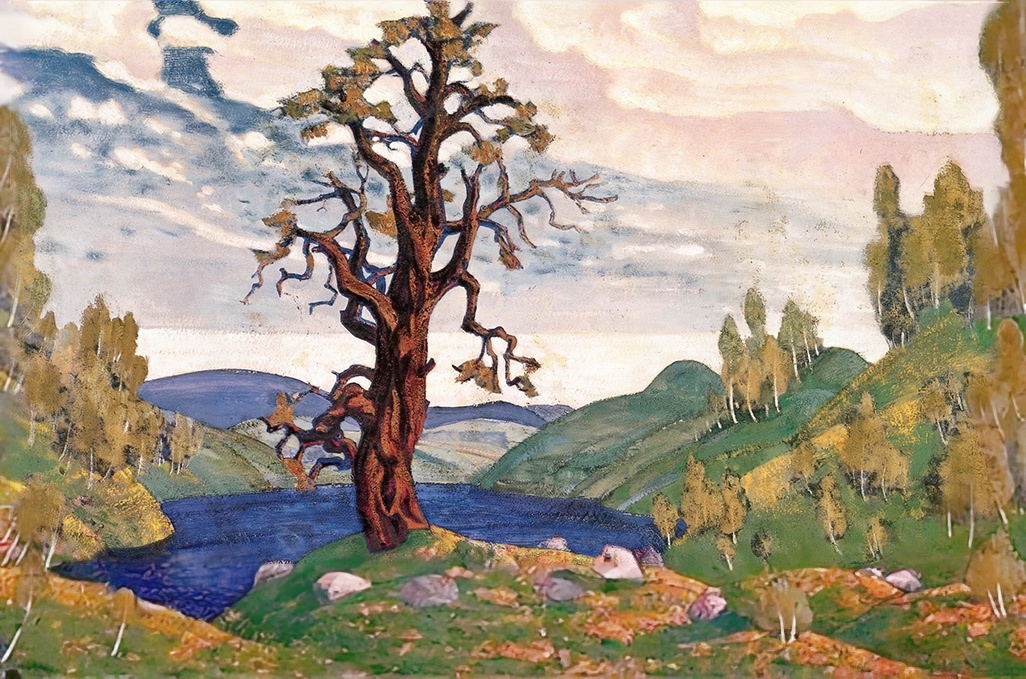
Bozzetto di scenografia, Rerich, 1912.

- Tre flauti grandi (3° anche 2° flauto piccolo), flauto piccolo, flauto alto, quattro oboi (4° anche 2° corno inglese), corno inglese, clarinetto piccolo in Re (anche in Mi♭), tre clarinetti in Si♭ e in La (2° anche 2° clarinetto basso), clarinetto basso in Si♭, quattro fagotti (4° anche 2° controfagotto), controfagotto
- Otto corni in Fa (7° e 8° anche 2 tube tenori in Si♭), tromba piccola in Re, quattro trombe in Do (4° anche tromba bassa in Mi♭), tre tromboni, due tube basse
- Cinque timpani con due esecutori (due timpani grandi e tre piccoli), grancassa, tam-tam, piatti antichi in La♭ e Si♭, triangolo, tamburello basco, güiro
- Archi: dodici violini primi, dieci violini secondi, otto viole, sei violoncelli, quattro contrabbassi.

## Strumentazione
L'organico orchestrale che Stravinskij ha radunato per realizzare il Sacre è colossale. In primo luogo vi è la notevole importanza data alle percussioni; la partitura richiede infatti almeno cinque timpani e una nutrita batteria in cui figurano anche strumenti inusuali come i piatti antichi in La♭ e Si♭.
Altrettanto numerosa è la sezione dei fiati, dove figurano ben ventitré legni e diciannove ottoni, largamente diversificati: i flauti, per esempio, comprendono tre flauti grandi, un flauto piccolo e un flauto alto. Gli archi, presenti in numero proporzionale rispetto alle altre sezioni, completano l'organico, ma non hanno mai un ruolo di primo piano, spesso venendo impiegati solo come sottolineatura ritmica.
L'assenza di determinati strumenti, quali l'arpa e il pianoforte, è una scelta precisa del compositore in quanto il loro timbro, ritenuto più dolce, non risultava compatibile con la durezza del linguaggio usato; anche alcune percussioni dal timbro scintillante vengono escluse, scelta dettata dall'intenzione dell'autore di essere chiaro e diretto nel comunicare ciò che vuole dire. Per questo motivo vengono eliminati tutti gli strumenti dal timbro considerato dolce e marcata l'importanza di quelli dal timbro privo di fremiti, quali i legni. Anche gli archi non sono utilizzati per la loro cantabilità, ma sono sfruttati, oltre che nella marcatura ritmica, prevalentemente nei pizzicati, tremoli, glissandi e nelle loro sonorità più taglienti e incisive.
Nonostante la sua complessità, questa formazione orchestrale è logica e necessaria per gli intenti dell'autore. Essa si avvicina in certo qual modo a quella adoperata da Richard Wagner, Richard Strauss e Gustav Mahler, ma, mentre in questi autori (soprattutto in Wagner e Strauss) «l'accumulazione dei mezzi fonici corrispondeva unicamente a un desiderio (piuttosto puerile) di potenza e di intensità fonica, in Strawinski agisce unicamente in obbedienza al principio della purezza dei timbri e degli incessanti contrasti». I timbri in quest'opera assumono un valore nuovo; essi sono strettamente legati alle linee melodiche che rivelano spesso più valore per il timbro dello strumento che le espone che per l'aspetto più propriamente musicale.
Unitamente al timbro assume una straordinaria importanza anche il registro degli strumenti. Per esempio il primo tema dell'opera, che è esposto dal fagotto in un registro sovracuto e insolito per questo strumento, come dice Paul Collaer, non avrebbe lo stesso potere espressivo se fosse esposto da un altro strumento oppure dallo stesso, ma in un altro registro. La scelta degli strumenti e la loro utilizzazione sono quindi fondamentali e contribuiscono in modo notevole al linguaggio aspro e duro dell'opera, unitamente all'emancipazione della dissonanza e alle innovazioni ritmiche. Oltre alle linee melodiche anche i compatti blocchi sonori, che si susseguono nell'opera, trovano il loro significato nell'agglomerazione timbrica che da essi deriva. Gli strumenti conservano però sempre la loro individualità, il valore espressivo è dato infatti dalla collaborazione o dalla differenziazione degli stessi; ciò che ne deriva è una vera e propria melodia di timbri nata da un susseguirsi di suoni sempre coordinati, come nel caso dell'Introduzione del primo quadro. Come ha scritto Ansermet, l'opera di Stravinskij «è una costruzione polifonica di ritmi melodici e di ritmi armonici messi in risalto dalla qualità dei timbri».

## Influenze e adattamenti
Le Sacre du printemps, opera «storica» dello scenario musicale di tutti i tempi, è rimasto tuttavia un fenomeno quasi isolato, senza nessuna vera discendenza. Considerando in primo luogo le conseguenze avute dal Sacre sulla produzione successiva del suo autore, si può dire che tutto sembri una reazione a esso; la dimensione orchestrale si riduce notevolmente, la scrittura diventa lineare, le grandi realizzazioni ritmiche sembrano non avere un seguito. Le opere scritte dopo il Sacre, per circa dieci anni, sono pressoché tutte per piccole formazioni di orchestra da camera in cui l'autore appare interessato soprattutto allo studio dei timbri puri dei singoli strumenti più che alla combinazione degli stessi.
Anche le influenze su compositori contemporanei sono in verità molto poche. Probabilmente l'unico che s'accostò notevolmente al lavoro di Stravinskij fu Prokof'ev con la Suite scita nel 1915: per l'uso della politonalità, l'impiego irregolare del ritmo e la padronanza dell'orchestrazione. Tuttavia, anche un musicista molto lontano per carattere e tipologia musicale come Giacomo Puccini, secondo Roman Vlad, ha subito l'influsso dell'opera di Stravinskij, e di questo si trovano evidenti tracce nella Turandot dove la melodia portante di Tu che di gel sei cinta riprende il tema melodico de Gli auguri primaverili, prolungandolo e spogliandolo ovviamente di ogni urto armonico. Il compositore Edgard Varèse fu uno dei tanti musicisti presenti alla prima del 29 maggio 1913; la suggestione del balletto di Stravinskij si ritrova nella sua opera per grande orchestra Amériques che scrisse fra il 1918 e il 1921: le notevoli dimensioni orchestrali con gran numero di percussioni, il grande crescendo e l'uso ardito delle dissonanze richiamano infatti il Sacre. Un altro musicista che ha tratto ispirazione in un proprio lavoro dall'opera di Stravinskij è Aaron Copland che, nel balletto Billy the Kid del 1938, risente delle impressioni musicali di alcuni brani del Sacre, in particolare delle Danze primaverili.
Bisogna dunque dar atto a Stravinskij stesso quando asserisce che non vi fu una rivoluzione con l'avvento del Sacre e che le ipotetiche conquiste avvenute con l'opera non sono state assimilate dai nuovi musicisti, il che ha fatto di lui un rivoluzionario suo malgrado. La «bomba» scoppiata il 29 maggio 1913 sconvolse il mondo musicale d'allora e lo lasciò come inebetito a continuare nel consueto percorso; non vi è stata alcuna deviazione nel linguaggio musicale successivo e si può ben dire che la cosiddetta «rivoluzione» del Sacre sia solo un «mito».
Sebbene siano occorsi parecchi anni perché pubblico e mondo musicale assimilassero e comprendessero le novità di quest'opera fondamentale, la notorietà e la popolarità ottenuta infine dall'opera indussero nel 1938 gli uffici della Disney a chiedere a Stravinskij il permesso per utilizzarne la musica per un film a cartoni animati. Permesso in verità ipotetico poiché la casa americana avrebbe comunque potuto usare la musica, anche senza il consenso dell'autore: il Sacre infatti, essendo un'opera russa, non possedeva il copyright per gli Stati Uniti. I produttori offrirono al compositore un compenso di 6000 dollari, di cui 1000 spettavano all'editore per il noleggio del materiale orchestrale. Stravinskij assistette poi all'anteprima della proiezione del film Fantasia durante il periodo natalizio del 1939 insieme a Balanchine. Il compositore rimase stupito quando gli organizzatori gli proposero la partitura, asserendo che era stata modificata; in effetti, come disse, «la strumentazione era stata migliorata da bravate tali come il far suonare i glissandi dei corni un'ottava superiore nella Danse de la terre. Anche l'ordine di successione dei pezzi era stato scompigliato e i più difficili erano stati eliminati». Inutile aggiungere che Stravinskij non accettò di buon grado l'arrangiamento della partitura realizzato da Leopold Stokowski, giudicando anche l'esecuzione «esecrabile».
L'importanza del Sacre travalica anche i confini di genere e in particolare, nel corso della storia del jazz, è stata rievocata da più autori. Il tema iniziale è stato citato dal sassofonista Charlie Parker nell'apertura del solo su Salt Peanuts durante un concerto alla Salle Pleyel del 1949. Hubert Laws è forse il primo, nel 1971, a dedicare all'opera maggiore attenzione nel disco omonimo The Rite of Spring, mentre nel 1976 Alice Coltrane inserisce Spring Rounds nel disco Eternity. Anche l'Esbjörn Svensson Trio utilizza come ghost track di Reminiscence of a Soul, contenuto in Good Morning Susie Soho del 2000, un richiamo alla sezione Danze primaverili. Una delle riletture più recenti e meticolose si deve invece al trio statunitense The Bad Plus che dedica al lavoro il disco The Rite of Spring del 2014.

## Successive reazioni critiche
Dopo lo scalpore suscitato dalla prima rappresentazione de Le Sacre du printemps si sono susseguite numerose le ripercussioni in ambito sia critico sia musicale in senso stretto. Fra i molteplici scritti resta fondamentale il testo di Adorno del 1949, Philosophie der neuen Musik, che punta l'interesse soprattutto sull'antagonismo Stravinskij-Schönberg, dedicando anche un'analisi abbastanza ampia al Sacre. All'inizio dell'attività compositiva sia Schönberg che Stravinskij videro le loro prime importanti opere rifiutate dal grande pubblico, Pierrot Lunaire nel 1912 e il Sacre nel 1913; e mentre per Adorno Schönberg continuerà sulla sua strada, rimanendo sempre estraneo all'alienazione del mondo contemporaneo, Stravinskij ne diventerà, secondo lui, il simbolo. Partendo da questo presupposto, nell'esame del Sacre Adorno, più che sulle considerazioni del valore musicale dell'opera, evidenzia il compiacimento del musicista per una situazione priva di soggettività che conduce al sadomasochismo di una musica in cui sparisce totalmente il soggetto, obbligato a portare il peso di un rito incomprensibile. L'eletta danza fino alla morte e
Per Adorno il distacco e le distanze che la musica di Stravinskij mantiene dall'orrore prodotto da ciò che avviene sulla scena, sono il riflesso dell'alienazione della soggettività dell'autore.
Come ha scritto Massimo Mila, l'antitesi manichea di Adorno fra Stravinskij e Schönberg oggi non ha più nessun credito. Anche Paolo Castaldi, pur riconoscendo che la contrapposizione di Adorno debba essere mantenuta, afferma che è essenziale venga attraversata e totalmente rovesciata in favore di Stravinskij; tutto ciò che Adorno definisce deteriore nella sua musica in realtà si è rivelato come una serie d'innovazioni geniali, sostiene il compositore. Se nel 1913 il Sacre fu un vero scandalo, per la successiva generazione costituì il simbolo di una liberazione dalla retorica del romanticismo e dagli eccessi dell'impressionismo. I musicisti venuti in seguito, quali Pierre Boulez o Luciano Berio, non smentirono certo quanto dovettero compositivamente allo Stravinskij del Sacre. Pierre Boulez affermò che nella multiforme produzione stravinskiana, il nome del musicista è legato fortemente a un solo lavoro, La sagra della primavera; tutte le opere create nello stesso periodo gravitano intorno a questo polo d'attrazione che resta l'opera chiave del fenomeno Stravinskij. Per Boulez indubbiamente il Sacre vale molto di più di tutti gli elogi e le considerazioni da cui negli anni è stato subissato. Secondo Mila, certo è che se La sagra della primavera non ha avuto eredi diretti, alcuni elementi sono rimasti fondamentali in tutta la musica moderna, dall'uso del timbro puro degli strumenti all'innovazione ritmica. Se nella capacità compositiva Stravinskij sia poi riuscito in seguito a toccare i valori assoluti dell'istintività del Sacre è un campo di discussione ancora aperto.

## Revisioni ed edizioni

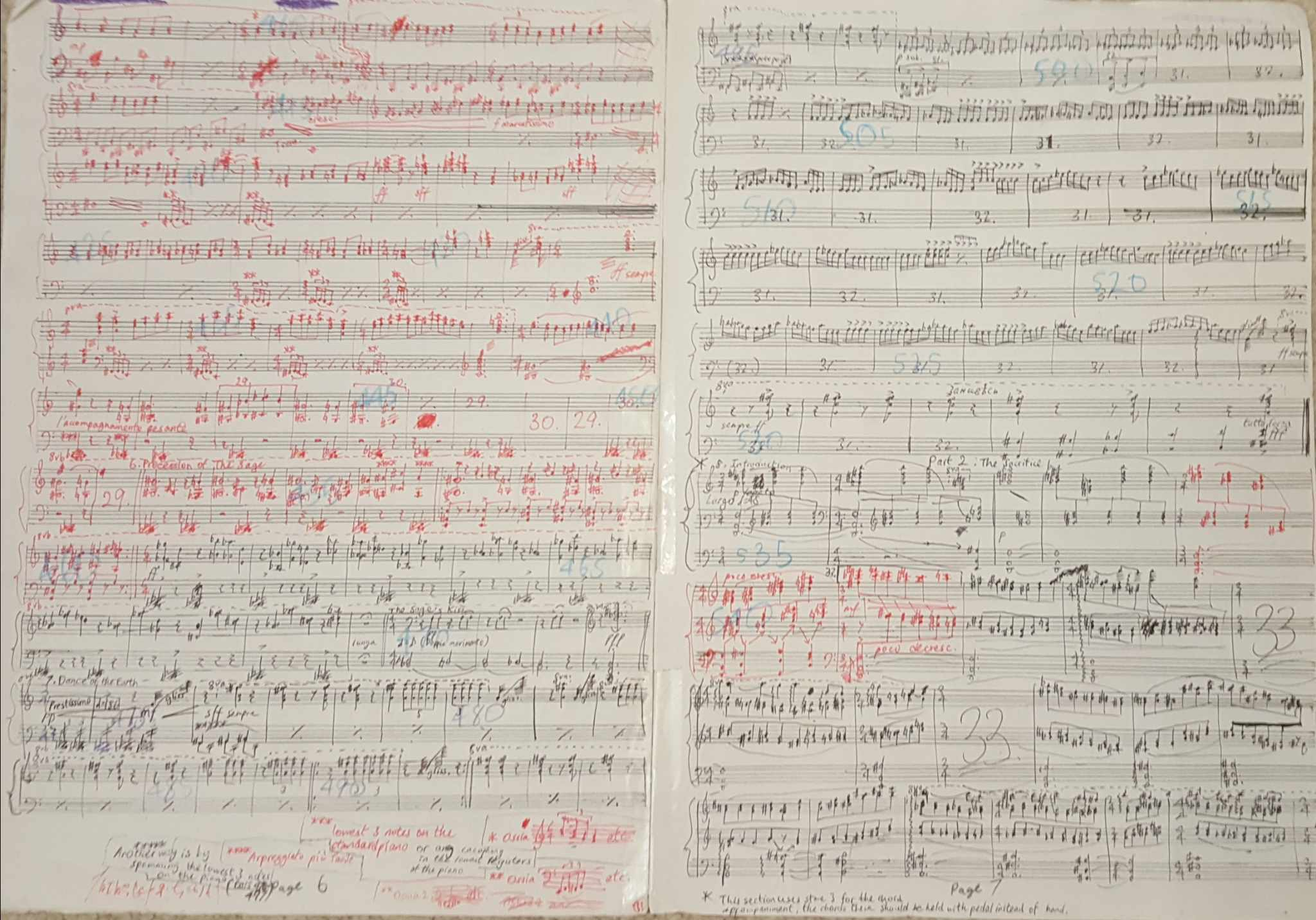
Manoscritto, con correzioni, della versione per pianoforte del 1923.

La storia delle revisioni, riadattamenti, correzioni ed edizioni de Le Sacre du printemps è complessa, non facile da ricostruire e ha creato a volte confusione. Stravinskij fece molte revisioni del Sacre. Le più importanti, a suo dire, sono quelle del 1921 e del 1943. Quando Djagilev decise di riprendere le rappresentazioni del balletto nel 1920, il compositore, che non aveva più avuto l'occasione di riascoltare la sua musica per circa sette anni, pensò di rielaborare la partitura modificando le battute nell'Evocazione degli antenati, rendendole più brevi in modo da facilitare la scansione sia per l'orchestra sia per il direttore. La nuova versione andò in scena con la direzione di Ansermet e la coreografia di Massine.
Negli anni successivi, mentre preparava nuovi concerti, Ansermet comunicò a Stravinskij di aver trovato diversi errori nella prima edizione dell'opera; il compositore, pensando allora a una nuova eventuale pubblicazione, operò alcune modifiche alla partitura. I cambiamenti più importanti furono effettuati alla Danza sacrificale; il musicista non era soddisfatto del risultato orchestrale di questa parte finale e la riscrisse in modo sostanziale nel 1943, anche in vista di un'esecuzione della Boston Symphony Orchestra, evento che in realtà non si realizzò mai. I cambiamenti più evidenti apportati alla vecchia versione del 1921 della Danza sacrificale riguardavano il pizzicato dei violoncelli e dei contrabbassi e nell'utilizzo di misure più piccole, ma, malgrado l'impegno di Stravinskij per migliorare la sua partitura, molti esecutori ignorarono completamente le modifiche fatte nel 1943; il problema stava nel fatto che le orchestre si rifiutavano di pagare due percentuali alle case editrici per la vecchia e per la nuova versione. Nonostante ciò, le differenze fra le versioni furono molto discusse e criticate; la preoccupazione del compositore era in fondo solo di rendere più agevole la scansione della musica utilizzando battute più brevi, facilitando così il compito al direttore e agli orchestrali. Il lavoro di rilettura e di limatura della sua opera continuò comunque per molti anni ancora, l'ultima revisione della Sagra è infatti del 1965.
La prima pubblicazione del Sacre fu un arrangiamento per pianoforte a quattro mani realizzato da Stravinskij nel 1912, stampato da Édition Russe de Musique di Parigi nel 1913 (RMV196). Lo scoppio della Prima guerra mondiale impedì poi che si potessero avere ulteriori pubblicazioni. Fu soltanto nel 1921 che la partitura dell'opera venne edita nella sua forma integrale per orchestra sempre da Édition Russe de Musique (RMV197,197B), dopo che Djagilev aveva deciso di riprendere nel 1920 le rappresentazioni. In seguito alle revisioni fatte negli anni successivi, Stravinskij volle che fosse realizzata una nuova edizione nel 1929. Questa nuova pubblicazione, però, non comprese le correzioni suggerite da Ansermet e riportò lo stesso codice dell'edizione del 1921. Il compositore si preoccupò di revisionare la sua opera, oltre che per ovvi motivi di esecuzione musicale, anche per risolvere il problema del copyright.
Nel 1945 Stravinskij lasciò la casa Édition Russe de Musique per la Associated Music Publishers che pubblicò il balletto con la nuova versione della Danza sacrificale risultando così la prima edizione stampata in America. Nel 1948 l'editore Boosey & Hawkes, che aveva acquisito il catalogo Édition Russe de Musique, stampò la versione corretta della partitura del 1929 (B&H 16333); questa non comprendeva ancora una volta le correzioni operate nella parte finale, poiché l'editore non aveva i diritti per pubblicarla. Boosey & Hawkes ristampò nel 1952 la versione per pianoforte a quattro mani, senza modifiche, del 1913; la stessa casa ripubblicò poi la sua precedente edizione del 1948 nel 1965 e successivamente la stampò anche nel 1967 (B&H 19441).
Nel 2013 la Fondazione Paul Sacher, in occasione del centenario della prima rappresentazione dell'opera, ha pubblicato, in collaborazione con la Boosey & Hawkes, un'edizione in tre volumi comprendente il manoscritto autografo del Sacre che Stravinskij utilizzò per le sue prime direzioni e la prima versione realizzata per pianoforte a quattro mani.

## Registrazioni e incisioni

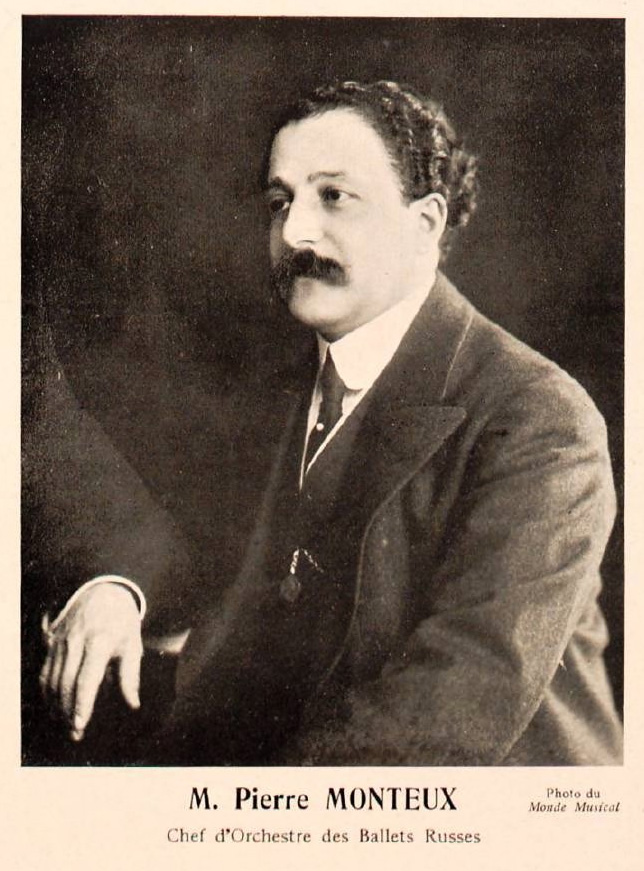
Pierre Monteux.

Nel 1921 Stravinskij accettò la proposta che gli fecero i titolari della casa francese Pleyel d'incidere le sue opere con la Pleyela, pianoforte meccanico a rulli di loro creazione. Il musicista era molto interessato a questa realizzazione soprattutto perché in tal modo sperava di evitare in futuro interpretazioni deformate delle proprie opere da parte di esecutori poco attenti alle sue indicazioni e intenzioni. Stravinskij firmò il contratto nel maggio 1921 e la versione per Pleyela del Sacre uscì l'anno stesso. Nel 1924 il contratto che il compositore aveva sottoscritto con la casa Pleyel fu acquisito dalla Aeolian Company di New York; negli anni successivi Stravinskij si recò più volte negli Stati Uniti per registrare alcune sue opere, tra cui il Sacre, sui rulli per pianoforte meccanico. Purtroppo molta di questa produzione è andata perduta negli anni della Grande depressione per difficoltà economiche sopraggiunte. Nel 1990, però, l'esperto di pianola ed esecutore Rex Lawson realizzò in prima mondiale un'incisione su CD del Sacre nella versione originale per Pianola del 1921.
Le prime incisioni su disco fonografico risalgono invece al 1929: il compositore e Pierre Monteux furono i primi a misurarsi con le nuove tecniche di registrazione per quanto riguarda il Sacre. Il direttore francese batté sul tempo Stravinskij incidendo la composizione con l'Orchestre symphonique de Paris per la HMV, casa produttrice nota in Italia come La voce del padrone. Poco tempo dopo il compositore firmò un contratto a lungo termine con la Columbia Records sia come direttore d'orchestra che come pianista registrando quattro mesi dopo Monteux il Sacre con l'Orchestre des Concerts Straram. Stravinskij in seguito incise ancora due volte la sua opera, sempre per la Columbia, nel 1940 con la New York Philharmonic e nel 1960 con la Columbia Symphony Orchestra. Nell'anno seguente, 1930, Leopold Stokowski realizzò una nuova incisione per la Victor con l'Orchestra di Filadelfia.
Secondo l'opinione di Stravinskij i molti direttori che si cimentarono con il Sacre risolvevano i problemi nati dalle grandi difficoltà metriche dell'opera modificando le battute di valore differente rendendole tutte uguali, falsando in tal modo tutti gli accenti. Gli unici che si mostrarono rispettosi della partitura offrendo una prova professionale, furono, secondo il compositore, Monteux e Ansermet. Il primo incise ancora il Sacre nel 1945 con la San Francisco Symphony, nel 1951 con la Boston Symphony Orchestra, nel 1955 con l'Orchestre national de France e nel 1956 con l'Orchestre de la Société des Concerts du Conservatoire. Ernest Ansermet, considerato da Stravinskij come l'esecutore che meglio comprendeva le sue opere, realizzò un'incisione del Sacre nel 1950 e poi nel 1957 con l'Orchestre de la Suisse Romande.
Dagli anni trenta a oggi pressoché tutti i più celebri direttori d'orchestra si sono cimentati con la registrazione della partitura; le incisioni disponibili in commercio sono oltre un centinaio, ne vengono prodotte continuamente di nuove e vengono ripubblicate vecchie e storiche registrazioni.
La Danza sacrificale del Sacre, diretta da Stravinskij stesso, è stata uno dei brani musicali inseriti nel Voyager Golden Record della sonda spaziale lanciata dalla NASA nel 1977 contenente immagini e suoni della Terra.

### Annotazioni
1. ↑  Louis Laloy racconta di questa esecuzione a quattro mani realizzata da Debussy e Stravinsky nel suo giardino il 9 giugno 1912: «Rimanemmo tutti ammutoliti, atterriti come dopo un uragano venuto dal fondo dei secoli». Cfr. Stravinsky-Craft, Conversazioni, p. 32.
2. ↑  La sorella di Nijinsky, Bronislava, in seguito affermò (forse per non sminuirne le capacità) che suo fratello era in grado di suonare diversi strumenti, fra i quali la balalaika, il clarinetto e il pianoforte. Cfr. Kelly, pp. 273-275.
3. ↑  Stravinskij nelle Chroniques de ma vie indica  la data del 28 maggio, mentre Schaeffner, White e altri autori indicano il 29, come risulta d'altronde correttamente dal programma di sala.
4. ↑  Valentine Hugo ricorda come tutto quello che era stato detto successivamente sulla serata fosse di gran lunga inferiore alla realtà: la sala del teatro sembrava vacillare scossa da un terremoto; fischi, grida, insulti, ululati avevano la meglio sulla musica, il pubblico reagiva anche con ceffoni e pugni. Cfr. Buckle, pp. 301-302.
5. ↑  Stravinskij affermò che Ravel «fu l'unico musicista a capire subito Le Sacre du printemps». Cfr. Stravinsky-Craft, Conversazioni, p. 41.
6. ↑  Secondo il musicologo Attilio Cimbro «il rude idioma armonico del Sacre du Printemps di Stravinsky richiama spesso alla mente i più svariati e suggestionanti rumori». Cfr. Cimbro, p. 87.

### Fonti
1. ↑  K Catalog, K015 The Rite of Spring.
2. ↑  Vlad 2005, p. 9.
3. 1 2  Schaeffner, p. 538.
4. ↑   Sagra - Significato ed etimologia - Vocabolario, su Treccani. URL consultato il 7 settembre 2018.
5. ↑  Taruskin 2002, p. 59.
6. ↑  Vlad, p. 27.
7. ↑  Vlad, p. 30.
8. ↑  Stravinskij, pp. 32-33.
9. 1 2  Schaeffner, p. 536.
10. ↑  Stravinsky-Craft, Ricordi, p. 113.
11. ↑  White, p. 168.
12. 1 2 3 4 5 6  Stravinsky-Craft, Conversazioni, p. 29.
13. ↑  Stravinskij, p. 33.
14. ↑  Stravinskij, p. 37.
15. 1 2 3 4  Stravinsky-Craft, Esposizioni, p. 331.
16. 1 2  Schaeffner, p. 539.
17. ↑  Samuel, pp. 53-54.
18. ↑  Schaeffner, p. 540.
19. ↑  Stravinskij, p. 38.
20. 1 2 3  Stravinsky-Craft, Conversazioni, p. 66.
21. ↑  Van den Toorn, pp. 14-15.
22. ↑  Blanche, p. 532.
23. ↑  Stravinsky-Craft, Ricordi, p. 118.
24. ↑  Stravinskij, p. 41.
25. 1 2  Schaeffner, p. 537.
26. ↑  Stravinskij, p. 42.
27. ↑  Vuillermoz, p. 55.
28. 1 2 3 4 5 6  Pasi, p. 174.
29. ↑  Blanche, p. 533.
30. ↑  Walsh, p. 204.
31. 1 2  Stravinsky-Craft, Esposizioni, p. 333.
32. ↑  Blanche, p. 522.
33. ↑  Blanche, p. 523.
34. 1 2  Linor, pp. 3-6.
35. ↑  Samuel, p. 54.
36. ↑  Siohan, p. 46.
37. ↑  Stravinskij, p. 47.
38. ↑  Cocteau, p. 68.
39. 1 2  Stravinsky-Craft, Esposizioni, p. 332.
40. ↑  Stravinskij, p. 48.
41. ↑  Stravinskij, p. 49.
42. ↑  Casella, p. 31.
43. ↑  Sauguet, p. 16.
44. ↑  Siohan, pp. 44-46.
45. ↑  Quittard, p. 5.
46. ↑  White, p. 178.
47. ↑  de Pawlowski, p. 1.
48. ↑  Samuel, p. 50.
49. ↑  Bontempelli, p. 188.
50. ↑  Cocteau, p. 64.
51. ↑  Samuel, p. 59.
52. ↑  Buckle, p. 268.
53. ↑  Canarina, p. 47.
54. ↑  Casella, p. 32.
55. ↑  Stravinskij, p. 51.
56. ↑  Nicholas Rerich in una lettera a Djagilev citata in White, p. 167.
57. ↑  Publications Gonzales.
58. ↑  White, p. 177.
59. ↑  Koegler, p. 373.
60. ↑  Levinson, p. 162.
61. ↑  Vuillermoz II, p. 163.
62. ↑  Sazonova, p. 71.
63. ↑  Stravinskij, p. 88.
64. 1 2 3  Stravinsky-Craft, Esposizioni, p. 334.
65. ↑  Stravinskij, pp. 47-48.
66. ↑  Santos Newhall, p. 100.
67. ↑  Pasi, p. 175.
68. ↑  Pasi, pp. 174-175.
69. 1 2  Koegler, p. 447.
70. ↑   Balletto classico. La sagra della primavera, su Ballettoclassicoblog.wordpress.com. URL consultato il 29 novembre 2024.
71. ↑   La Sagra della primavera, su danceit.org. URL consultato il 29 novembre 2024.
72. ↑   Kirov revive Nijinsky's wonder, su Theguardian.com. URL consultato il 27 novembre 2024.
73. ↑  Oleggini, p. 70.
74. ↑  De Schloezer, p. 155.
75. ↑  De Schloezer, p. 156.
76. ↑  De Schloezer II, p. 8.
77. 1 2 3 4  Collaer, p. 69.
78. ↑  Collaer, p. 70.
79. ↑  Ströbel, p. 75.
80. ↑  Stravinsky-Craft, Ricordi, p. 166.
81. ↑  Taruskin 2002, pp. 63-64.
82. ↑  Craft, p. 35.
83. ↑  Vlad 2005, p. 36.
84. ↑  Taruskin, p. 543.
85. ↑  Rivière, p. 710.
86. ↑  Boulez, p. 87.
87. ↑  Oleggini, p. 82.
88. ↑  Vlad, pp. 52-53.
89. ↑  Ansermet, p. 23.
90. ↑  Baudrier, p. 144.
91. ↑  Casella, p. 34.
92. ↑  Collaer, p. 72.
93. ↑  Schaeffner, p. 551.
94. ↑  Schaeffner, pp. 550-551.
95. 1 2  Siohan, p. 44.
96. ↑  De Schloezer II, pp. 112-113.
97. 1 2  Vlad, p. 53.
98. ↑  De Schloezer, pp. 114-115.
99. ↑  Tiby, p. 221.
100. ↑  Ansermet, p. 22.
101. ↑  Schaeffner, p. 546.
102. ↑  Collaer, p. 77.
103. ↑  Vlad, p. 52.
104. ↑  Mila, p. 21.
105. ↑  De' Paoli, p. 66.
106. 1 2  Oleggini, p. 73.
107. ↑  Casella, pp. 35-36.
108. ↑  Ansermet, pp. 24-25.
109. ↑  Ansermet, p. 25.
110. ↑  Boucourechliev, p. 152.
111. ↑  Vlad, p. 62.
112. ↑  Buttino, pp. 122-123.
113. ↑   Varèse and the Music of Fire, su khaldea.com.
114. ↑  Feliciani, p. 160.
115. ↑  Stravinskij 1954, p. 15.
116. ↑  Boucourechliev, pp. 152-153.
117. 1 2 3 4  Stravinsky-Craft, Esposizioni, p. 335.
118. 1 2 3   The Bad Plus: The Rite Of Spring, su allaboutjazz.com. URL consultato il 10 dicembre 2019.
119. ↑  Adorno, p. 156.
120. ↑  Adorno, p. 157.
121. ↑  Adorno, p. 146.
122. ↑  Mila, p. 247.
123. ↑  Castaldi, p. 33.
124. ↑  Mila, p. 248.
125. ↑  Boulez, p. 73.
126. ↑  Mila, p. 25.
127. ↑  Mila, p. 26.
128. ↑  Van den Toorn, p. 39.
129. ↑  Stravinskij, p. 87.
130. ↑  Van den Toorn, p. 43.
131. ↑  Vlad 2005, p. 42.
132. 1 2  Walsh, pp. 151-152.
133. ↑  Van den Toorn, pp. 40-41.
134. ↑  Van den Toorn, p. 36.
135. ↑  Stravinskij, p. 95.
136. ↑  Stravinskij, p. 127.
137. ↑  Lawson, p. 291.
138. ↑  Stravinskij, p. 139.
139. ↑  Hill, p. 162.
140. ↑  Stravinskij, pp. 71-72.
141. ↑  Stravinskij, p. 72.
142. ↑  Hill, p. 163.
143. ↑  Hill, p. 164.
144. ↑   Lista dei brani musicali nel sito della NASA, su voyager.jpl.nasa.gov. URL consultato il 15 aprile 2020.